# Raddampfer

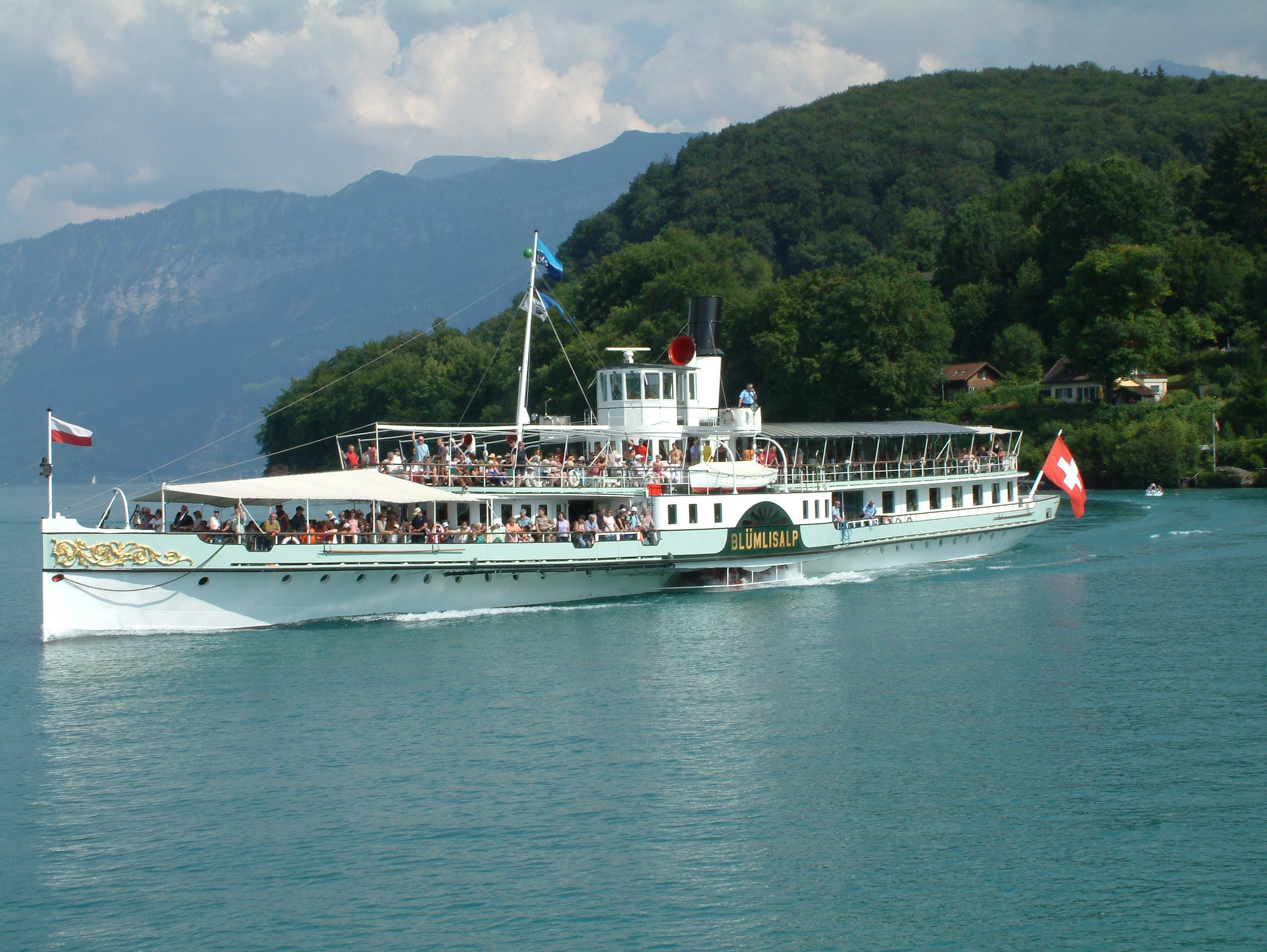
Seitenraddampfer: Blümlisalp auf dem Thunersee, Schweiz

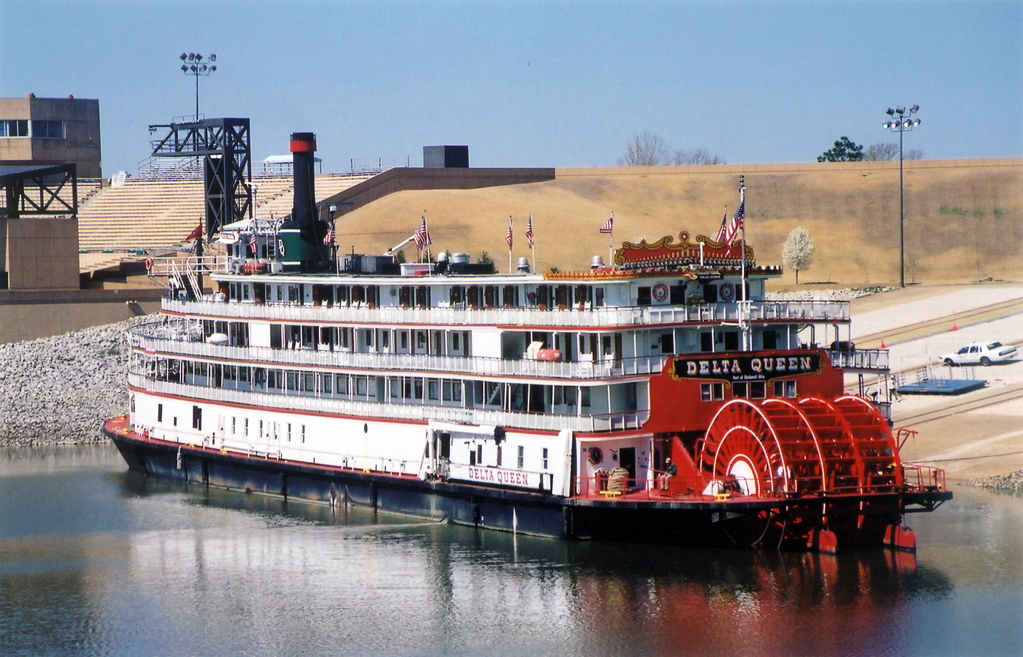
Heckraddampfer: Die Delta Queen, Mud Island, Memphis, Tennessee, Mai 2003

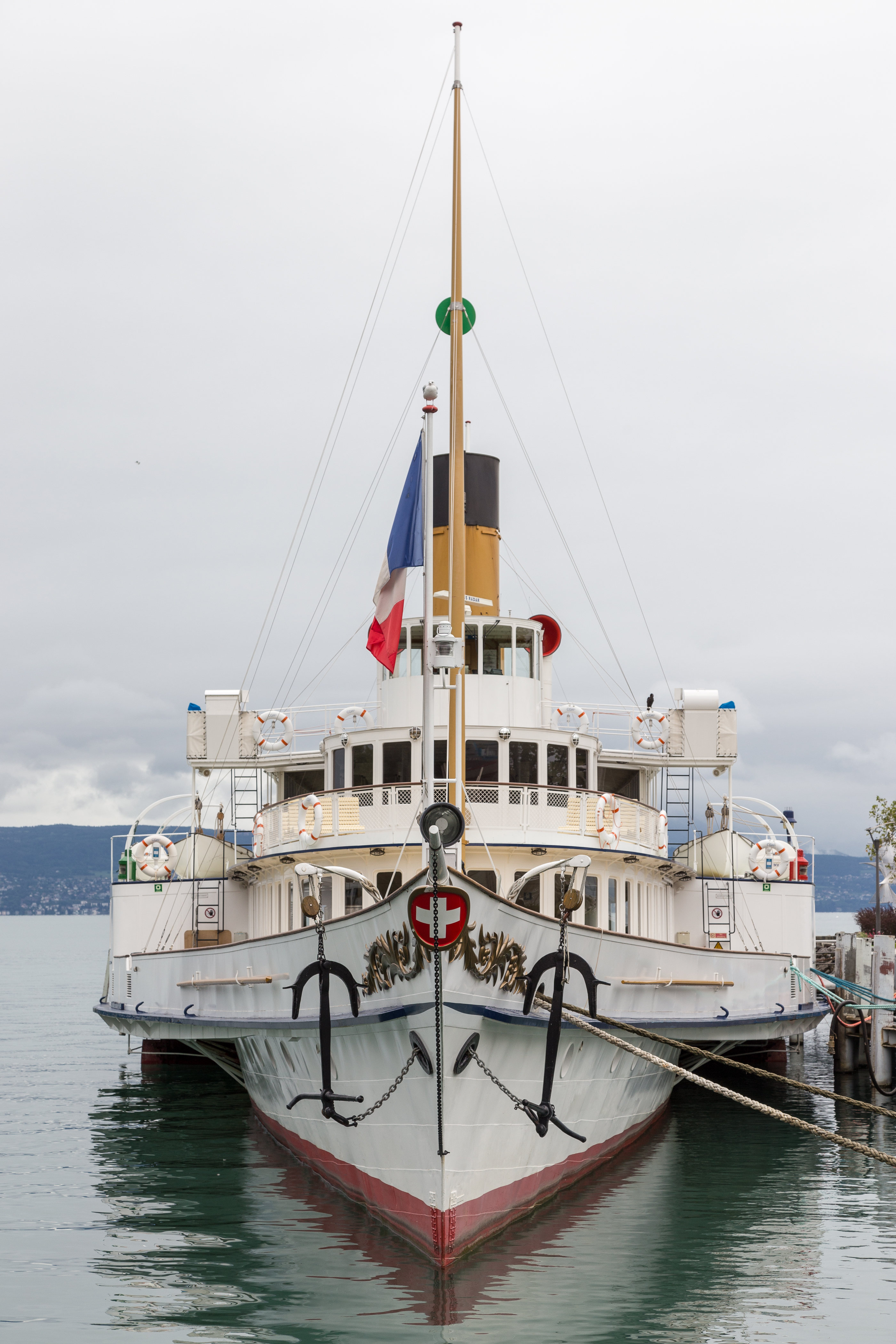
Seitenraddampfer Montreux in Ouchy (Lausanne)

Ein Raddampfer ist ein Dampfschiff, das von zwei seitlichen Schaufelrädern (Seitenraddampfer) oder einem Schaufelrad am Heck (Heckraddampfer) angetrieben wird. Raddampfer zum Schleppen von Lastkähnen werden Raddampfschlepper genannt.
Raddampfer wurden hauptsächlich im ausgehenden 19. und beginnenden 20. Jahrhundert gebaut, als die Dampfschifffahrt Stand der Technik im Schiffbau war. Die langsam laufenden Dampfmaschinen waren sehr gut zum Antrieb der bis zu mehreren Metern im Durchmesser großen Schaufelräder geeignet.
Einige Raddampfer sind erhalten geblieben und werden heute vor allem zu touristischen Zwecken weiter eingesetzt. Sie verbrauchen rund zwei- bis dreimal so viel Treibstoff wie vergleichbare Dieselmotorschiffe, was entsprechend höhere Betriebskosten und Treibhausgasemissionen zur Folge hat. Daher werden die Raddampfer etwa auf den Schweizer Seen vor allem als Publikumsattraktionen auf den touristischen Hauptrouten eingesetzt.

## Technik

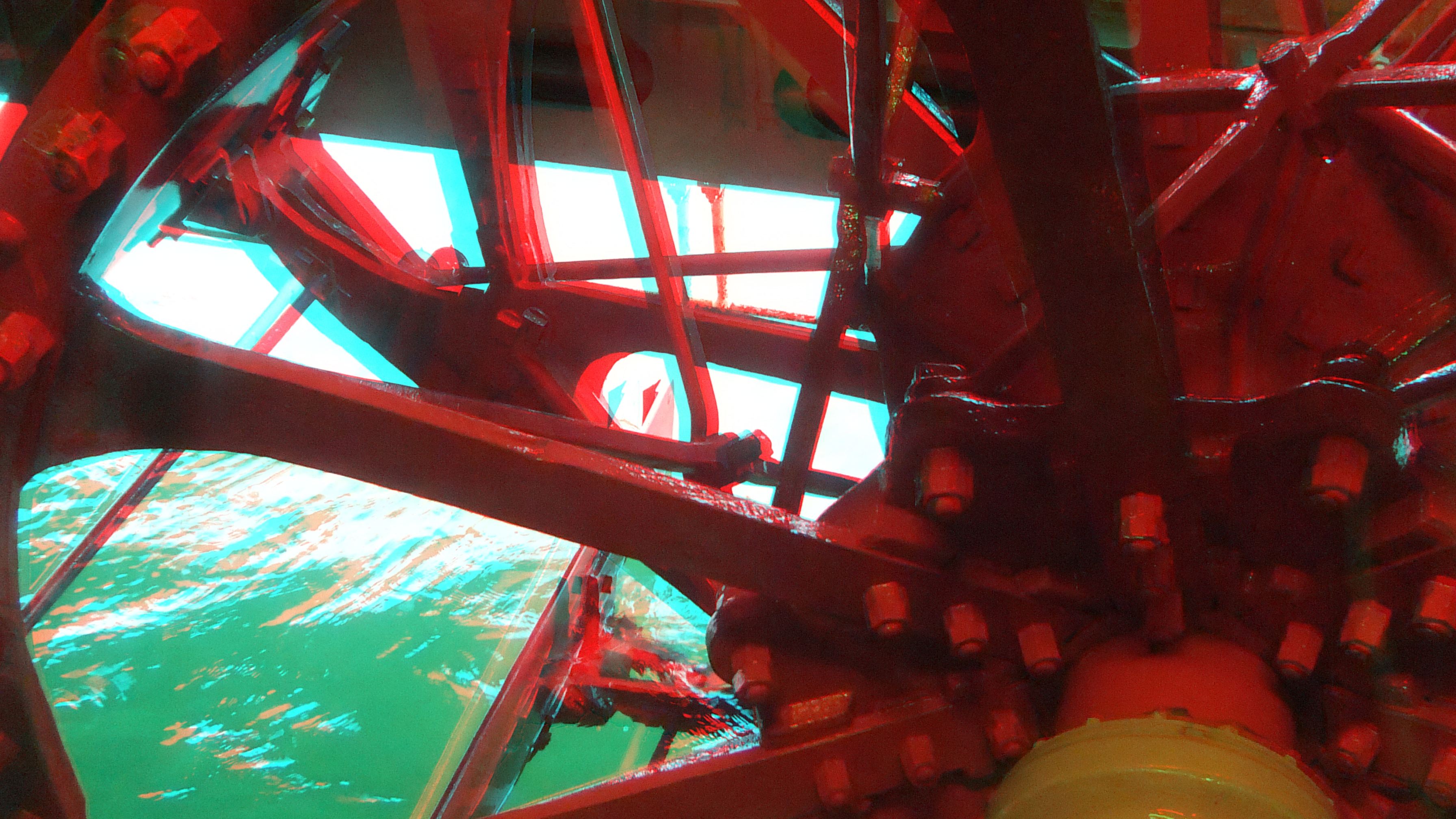
Detail eines exzentergesteuerten Schaufelrads (Raddampfer Stadt Luzern auf dem Vierwaldstättersee)

### Schaufelrad
Ein Schaufelrad für den Schiffsantrieb, dessen Idee bereits in der Antike entwickelt wurde, hat eine Achswelle, an der mit zusätzlichen Haltevorrichtungen radial Platten bzw. „Schaufeln“ befestigt sind (klassische Form). Seitlich oder am Heck angebracht, wird durch die fortlaufende Drehung der eintauchenden Schaufelblätter ein Vortrieb erzeugt.
Bei Schaufelrädern mit starr befestigten, radial ausgerichteten Schaufelplatten schlägt die eintauchende Schaufel je nach Lage der Achse über der Wasseroberfläche mehr oder weniger schräg auf dem Wasser auf, die austauchende Schaufel hat in umgekehrter Richtung die gleiche Position. Dies führt dazu, dass ein erheblicher Teil der Antriebsenergie neben dem Vortrieb nur dazu verwendet wird, Wasser sowohl nach unten als auch nach oben zu drücken.
Deswegen verwendete man praktisch von Beginn an exzentergesteuerte Radschaufeln (feathering wheel), die annähernd senkrecht ins Wasser eintauchen und in dieser Stellung durchs Wasser geführt werden. Diese nach einem ganz einfachen Prinzip funktionierende Steuerung der Radschaufeln, die den Wirkungsgrad der Schaufelräder wesentlich erhöht, stellt also nicht erst eine spätere Verbesserung des Schaufelradantriebs dar, sondern gehört bereits in den Kontext der Entstehung mechanischer Schiffsantriebe, also des Schaufelrades und der Schiffsschraube, im ersten Drittel des 19. Jahrhunderts.
Die Exzentersteuerung mit dem Königsarm hat den Nachteil, dass die Schaufeln einen geringen Phasenversatz beim Ein- und Austauchen haben, was den Wirkungsgrad verringert. Daher wurde in einer Simulation ein getriebegesteuerter Exzenter entwickelt und im Modellmaßstab am Entwicklungszentrum für Schiffstechnik und Transportsysteme e. V. in Duisburg getestet. Da ein Schaufelrad im Gegensatz zu Schrauben und Propellern auch bei geringem Tiefgang gute Wirkungsgrade erreicht, könnte ein derartig modifiziertes Schaufelrad als Antrieb für Schubschiffe dienen.
Bei den meisten Seitenraddampfern sind beide Schaufelräder auf einer durchgehenden Welle befestigt und werden von einer gemeinsamen Maschinenanlage synchron angetrieben. Ist jedoch eine erhöhte Manövrierfähigkeit bis hin zum Drehen auf der Stelle gefordert, typischerweise bei Seitenrad-Hafenschleppern, oder stünde eine quer durchgehende Radwelle in Konflikt, beispielsweise mit dem (aus Stabilitätsgründen tief angeordneten) längs durchgehenden Fahrzeugdeck einer Seitenrad-Auto- oder insbesondere Eisenbahnfähre, wird jedes Schaufelrad oftmals von einer eigenen, unabhängig ansteuerbaren Maschine angetrieben.

### Maschine
Bei Heckradschiffen dominierten große, langhubige und vor dem Schaufelrad situierte Dampfmaschinen, deren lange Treibstangen direkt das dazwischen liegende Schaufelrad antrieben. Der Antrieb der legendären Delta Queen ist beispielsweise eine Verbunddampfmaschine mit einem Zylinderhub von 3,05 Metern und einer Leistung von 2.000 PS. Der Hochdruckzylinder besitzt einen Durchmesser von 66 cm, der Niederdruckzylinder misst 1,33 m. Das Schaufelrad mit 28 Schaufeln hat einen Durchmesser von 8 m und eine Breite von 6,5 m.
Bei Seitenradschiffen befindet sich die Maschine zwischen den Schaufelrädern innerhalb des Schiffsrumpfs. Von den Anfängen bis um die Jahrhundertwende dominierten oszillierende Dampfmaschinen, die aufgrund der niedrigen Bauhöhe direkt unter der Radwelle positioniert waren. Ab den 1850er Jahren kamen zunehmend Verbunddampfmaschinen zur Anwendung, in der Fachsprache als Compoundmaschine bezeichnet. Oszillierende Dampfmaschinen wurden allmählich von schrägliegenden Zwei- oder Dreizylinder-Verbunddampfmaschinen mit Kreuzkopf und Pleuel abgelöst, die aufgrund der größeren Dimensionen Leistungen von über 2.000 PS erreichen konnten. Aufgrund dessen beanspruchten die Maschinen jedoch zunehmend mehr Platz unter Deck. 

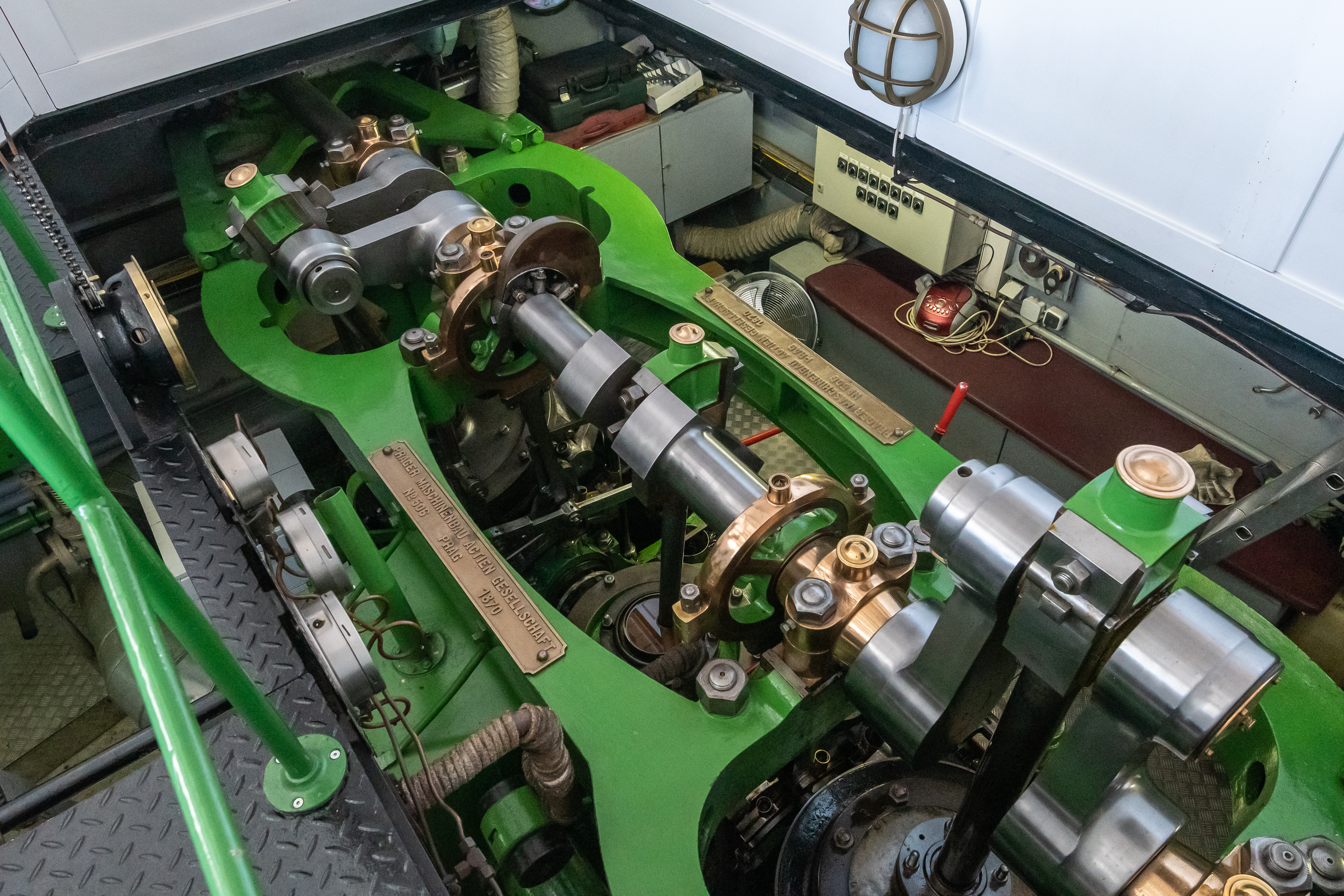
Oszillierende Verbunddampfmaschine der Gisela von 1870
- Schrägliegende Zweizylinder-Hochdruck-Verbunddampfmaschine der Kaiser Wilhelm
- Dampfmaschine des Schaufelraddampfers Kurort Rathen (Sachsen)
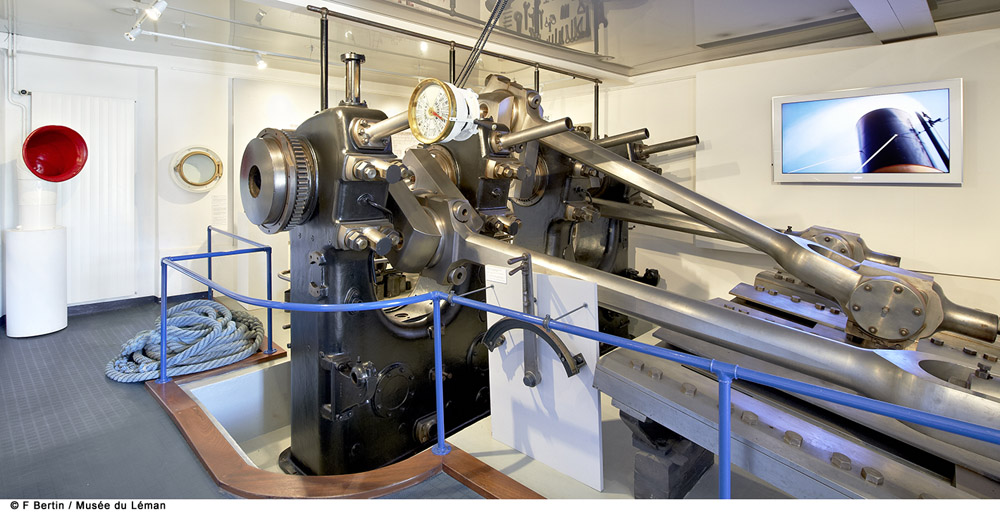
Ehemalige Schrägliegende Dreizylinder-Gleichstrom-Dampfmaschine der Helvétie

## Geschichte

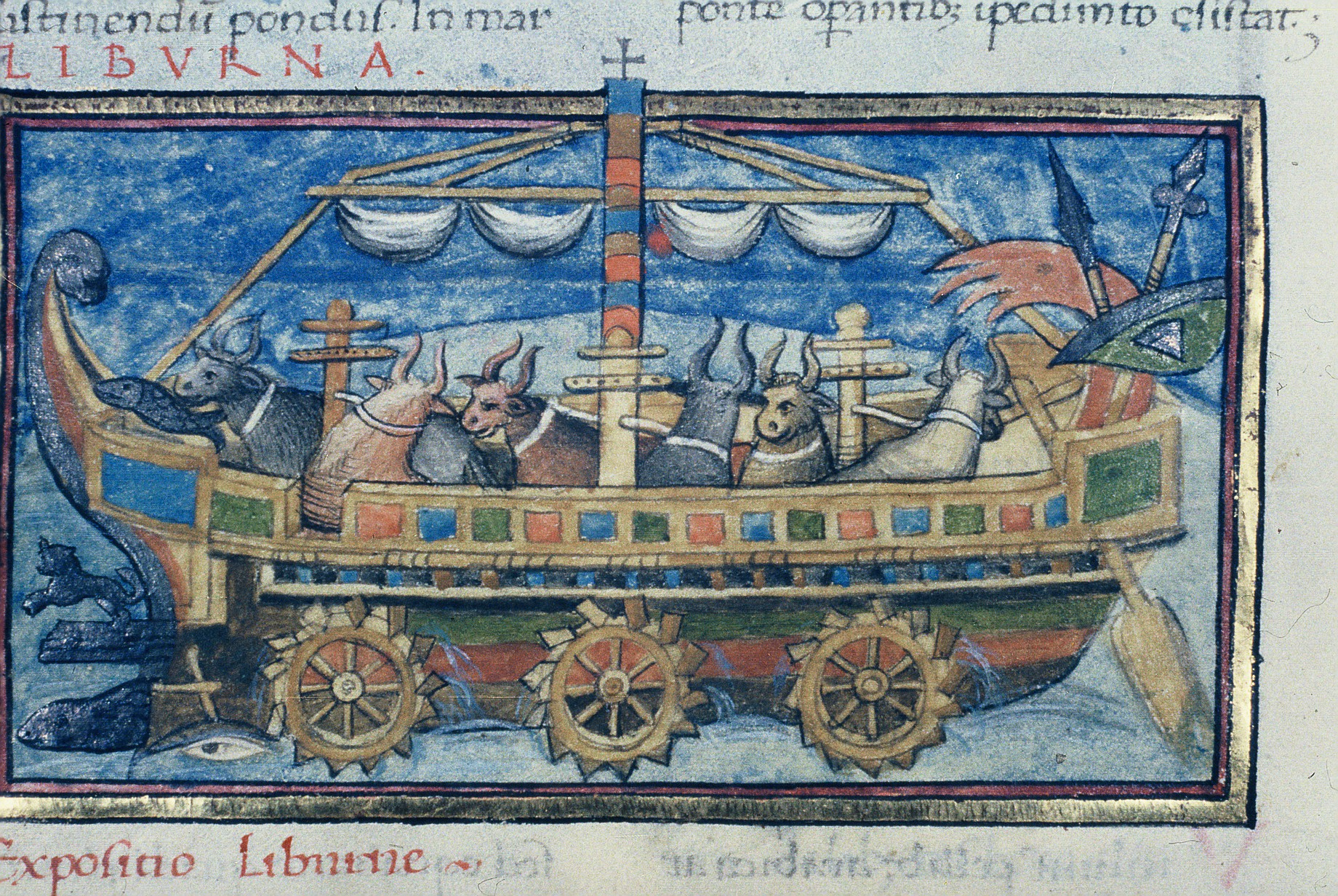
Römisches Schaufelradschiff (Miniatur aus dem 15. Jh.)

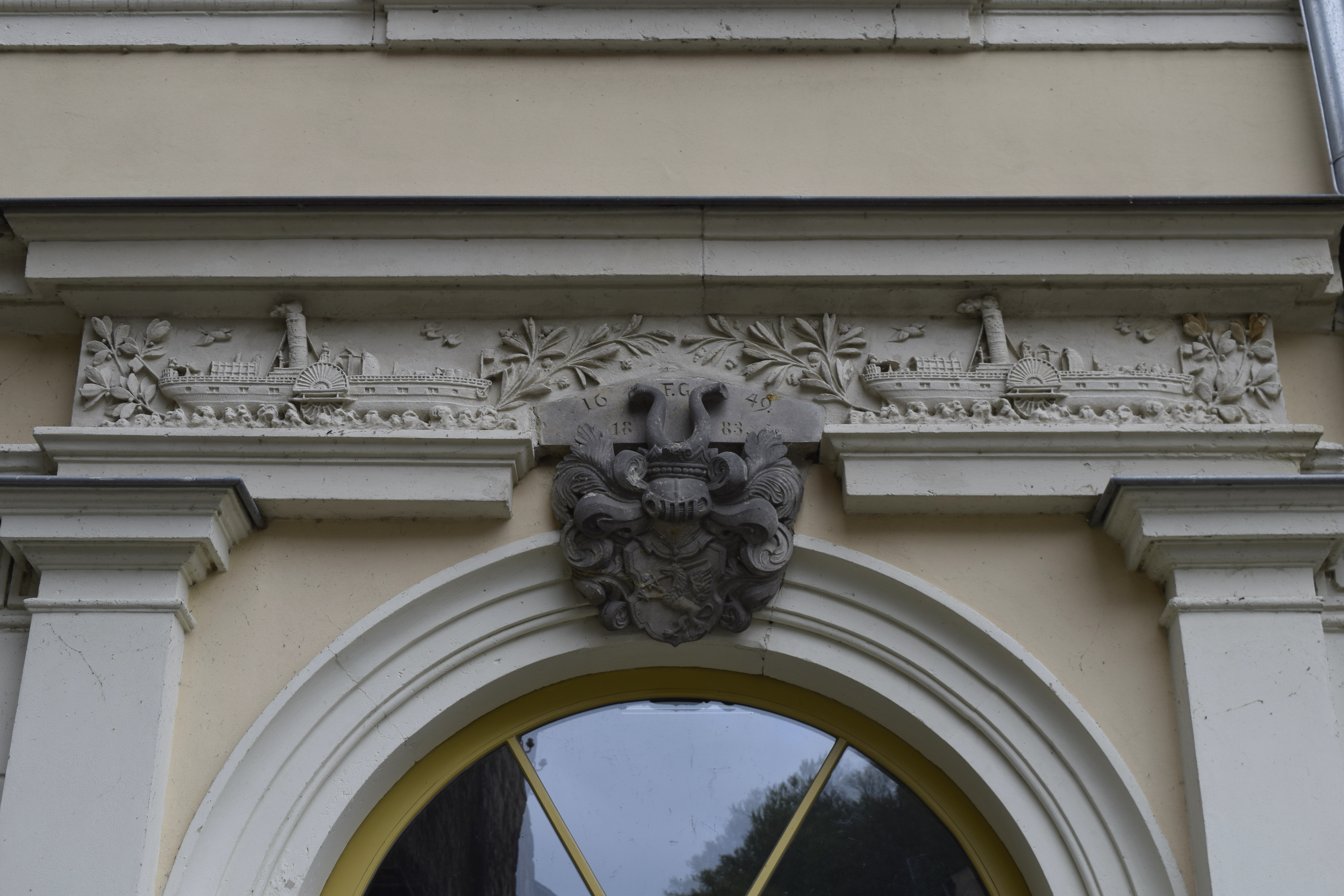
Portalbogenzierde mit Schaufelraddampfer-Motiv und Wappen an einem Gebäude am Markt in Bad Schandau

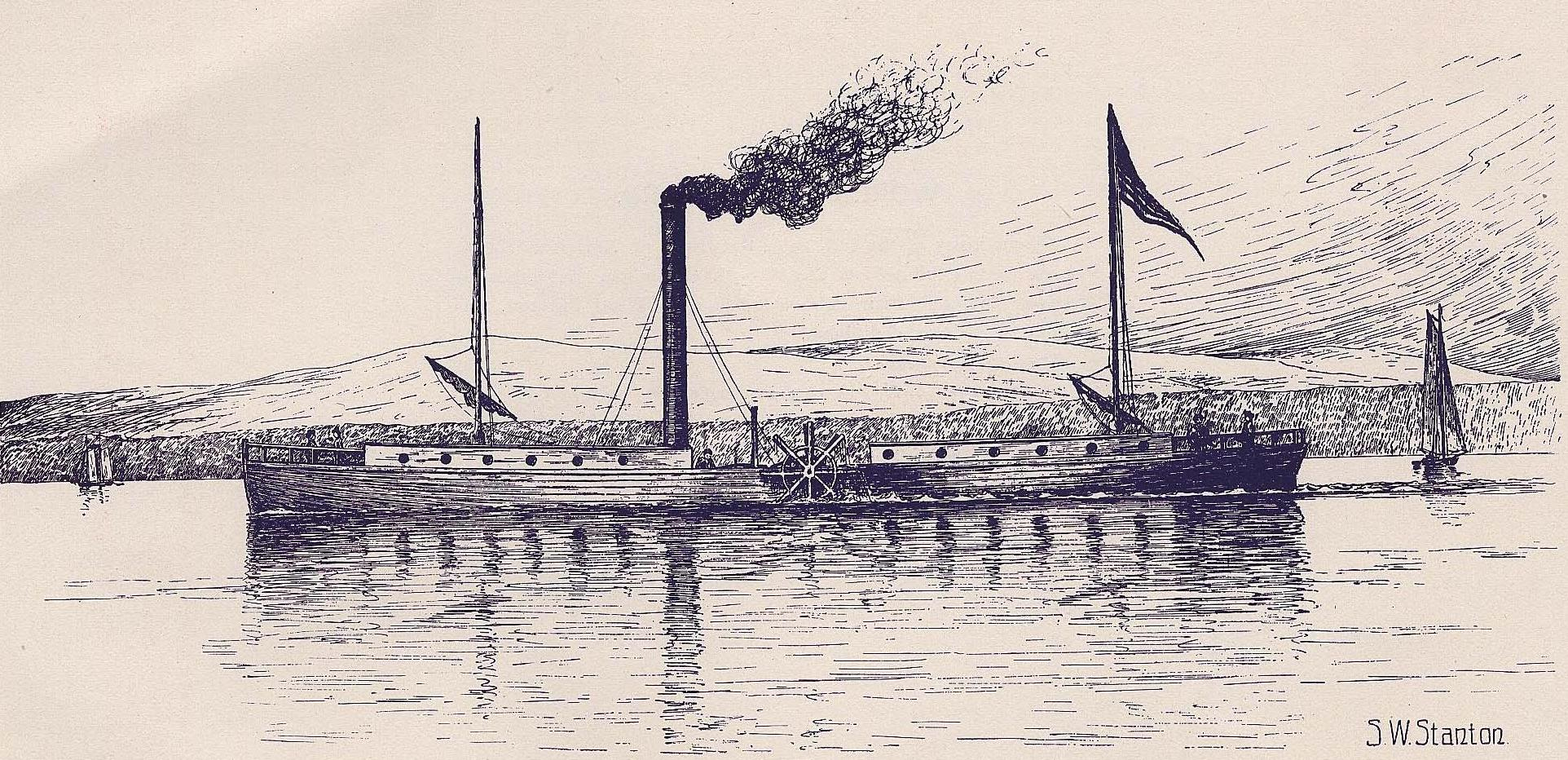
Die Clermont von Fulton gilt als das erste brauchbare Dampfschiff, zum Vortrieb wurden Schaufelräder verwendet.

Der Einsatz von Schaufelrädern in der Schifffahrt ist zum ersten Mal beim römischen Ingenieur Vitruvius belegt, der in seinem Werk „De architectura“ (X 9.5-7) ein Schaufelrad beschreibt, das als Schiffshodometer fungiert. Die anonyme römische Kriegsschrift „De Rebus Bellicis“ aus dem späten 4. Jahrhundert enthält den Vorschlag eines Kriegsschiffes mit mehreren Schaufelrädern, angetrieben von Ochsen (Kapitel XVII). Nachweislich umgesetzt wurde diese Idee erstmals in China, als der Admiral Wang Zhen’e im Jahr 418 seine Flotte zur Bekämpfung der Piraten auf dem Jangtsekiang mit Schaufelrädern ausstattete (siehe Chinesische Schaufelradboote).
Denis Papin baute 1707 ein durch seinen Dampfzylinder und Muskelkraft angetriebenes Schaufelradboot, mit dem er auf der Fulda von Kassel nach Münden fuhr, wo es aufgrund eines Disputs um Passierrechte von anderen Flussschiffern zerstört wurde.
Die Pyroscaphe war der erste Raddampfer, der über eine längere Zeit im Einsatz war, und wurde von Claude François Jouffroy d’Abbans 1782 konstruiert. Als zweiter funktionstüchtiger Raddampfer gilt die 1801 gebaute Charlotte Dundas. Ihr Schaufelrad befand sich am Heck noch innerhalb des Rumpfes. 1807 baute der Amerikaner Robert Fulton den ersten wirtschaftlich erfolgreichen Raddampfer. Seine hölzerne Clermont (North River Steam Boat) mit einer Dampfmaschine von James Watt war der erste Dampfer, der rentabel betrieben werden konnte.

Sogenannte Glattdeck- oder Eindeck-Dampfer verfügten außer den Radkästen über keine Aufbauten. Ab den 1870er-Jahren kamen für die Passagierbeförderung in der Binnenschifffahrt Salondampfer auf, die sich durch Aufbauten auszeichnen, die über einen großen Teil der Schiffslänge gehen. Zugleich wurden beispielsweise auf dem Vierwaldstättersee mehrere Glattdecker zu sogenannten Halbsalondampfern umgebaut, bei denen auf dem Achterdeck ein Salon für die erste Klasse errichtet wurde.

Beginnend mit ersten Versuchen in den 1930er-Jahren (Genève auf dem Genfersee) wurden Raddampfer zunehmend zu Motorschiffen mit diesel-elektrischem bzw. (seltener) diesel-mechanischem Antrieb umgebaut. Damit konnten die personalintensiven Kesselanlagen und Dampfmaschinen entfallen und die Maschine direkt von der Brücke gesteuert werden. Durch den zunehmenden Einsatz von Motorschiffen begann in den 1950er Jahren das sogenannte „Dampfersterben“, dem zahlreiche alte Dampfschiffe zum Opfer fielen.
Der Raddampfer Montreux, der auf dem Genfersee unterwegs ist, wurde im Jahr 2000 nach 40 Jahren von Diesel- auf Dampfbetrieb zurückgebaut; sein Antrieb gilt als die erste elektronisch gesteuerte Dampfmaschine. Die Betriebskosten sollen sich in der Größenordnung eines modernen Dieselantriebs bewegen, dabei aber eine wesentlich geringere Umweltbelastung verursachen.

## Verbreitung

### USA

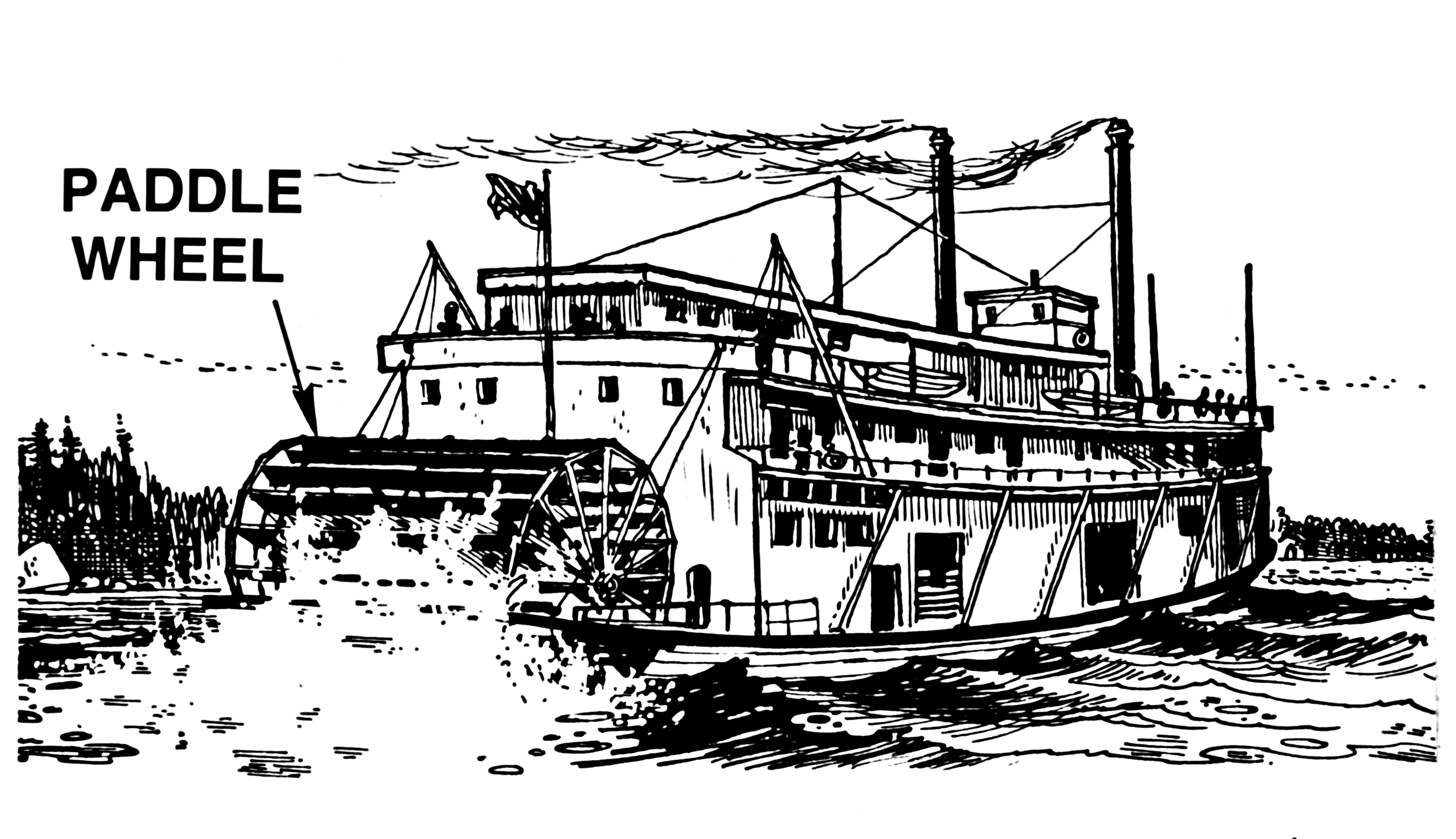
Schaufelrad bei einem Heckraddampfer

Durch den Film kam der „typisch amerikanische Raddampfer“ auf dem Mississippi River zu Ruhm, der allerdings auch auf vielen anderen Flüssen verbreitet war. Der flache Rumpf und das große Schaufelrad am Heck der Flussdampfer ermöglichten das Befahren von flachen Gewässern mit vielen Sandbänken. Der Höhepunkt seiner Bedeutung für den Personentransport lag etwa um die Mitte des 19. Jahrhunderts. Der Ausbau des Eisenbahnnetzes und der Ausbruch des US-Bürgerkrieges sorgten dafür, dass andere Transportmittel in den Vordergrund traten. In historischer Zeit waren viele Seitenraddampfer auf dem Mississippi unterwegs. So war beispielsweise der größte Frachtdampfer des amerikanischen Westens, die Hill City, ein Seitenraddampfer, der nach Umbauten und der Umbenennung zur Corwin H. Spencer als Ausflugsdampfer bei der Weltausstellung 1904 in St. Louis verkehrte.
Im Unterschied zu europäischen Raddampfern kamen bei den in den USA gebauten und eingesetzten Schiffen regelmäßig stehende Dampfmaschinen mit erheblicher Bauhöhe zum Einsatz (Balanciermaschinen).
Einige Raddampfer, wie die Mississippi Queen, wurden in den 1970er Jahren unter Verwendung historischer Dampfmaschinen vollständig neu gebaut.

### Europa

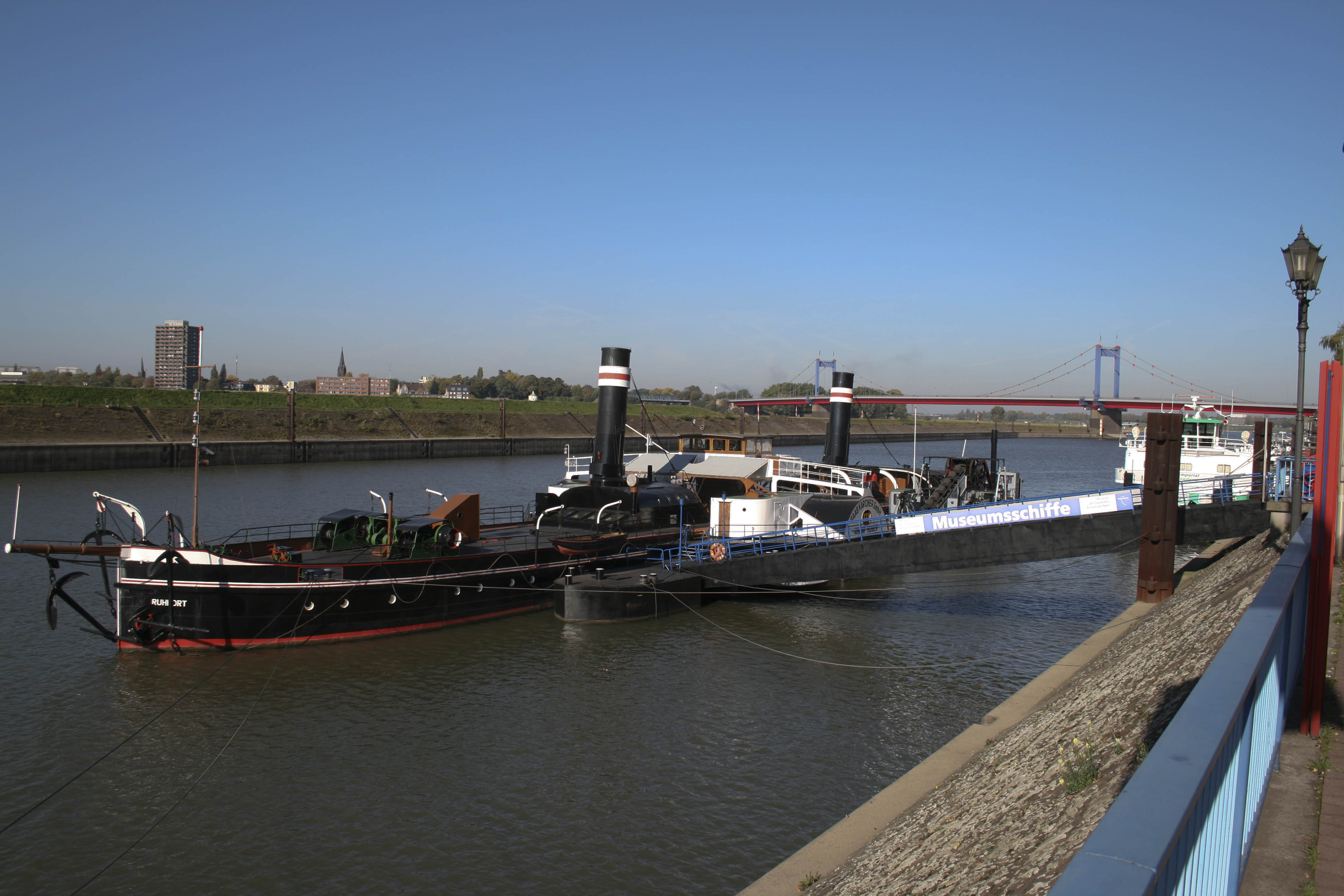
Oscar Huber (1922; Raddampfschlepper, letzter Schleppeinsatz auf dem Rhein 1966)

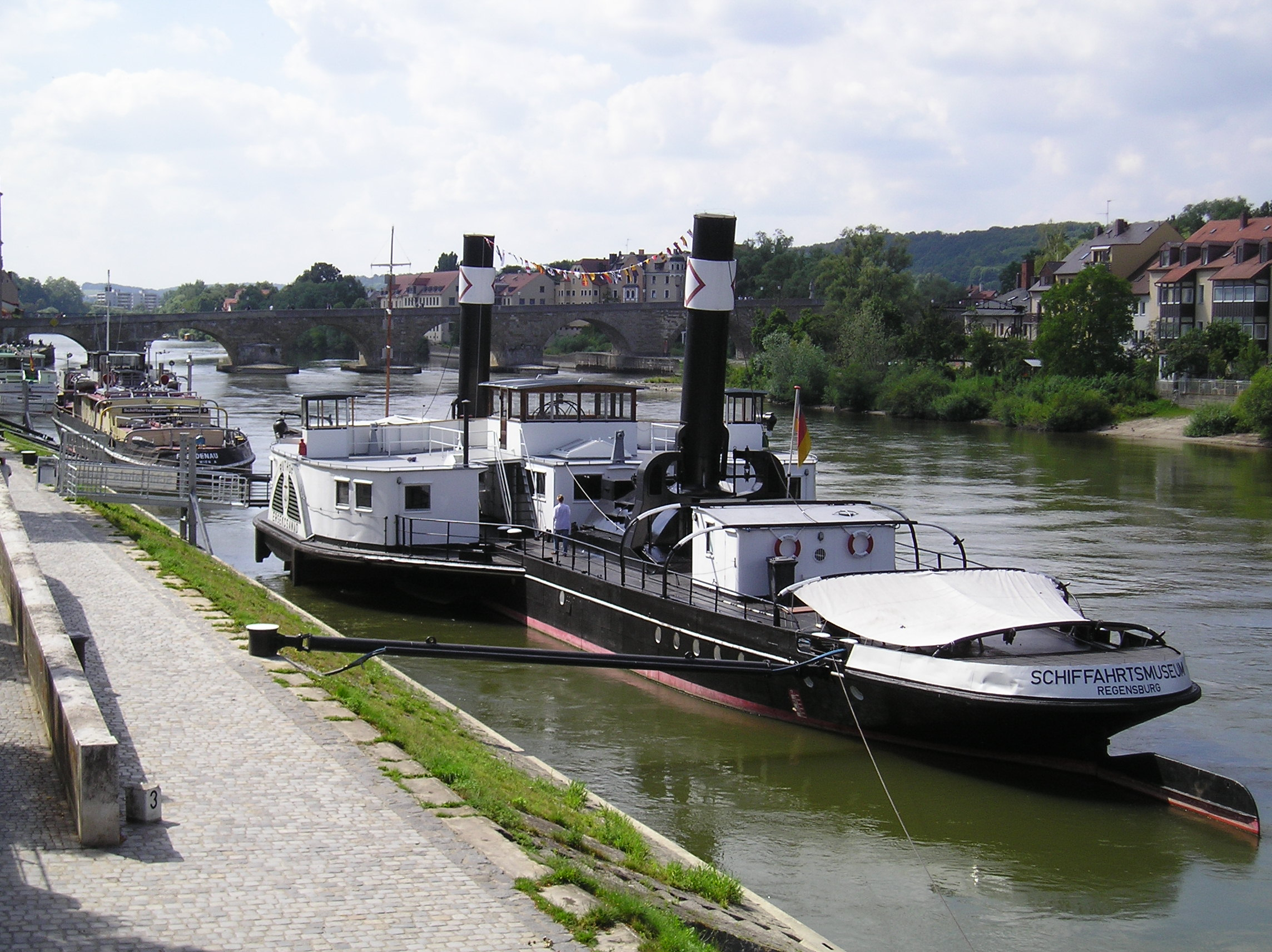
Ruthof / Érsekcsanád (1923; Raddampfschlepper, heute Donau-Schiffahrts-Museum Regensburg)

In Europa setzten sich vor allem Raddampfer mit zwei seitlichen, etwa mittschiffs angebrachten Schaufelrädern (Seitenraddampfer) durch. Seit den 1970er Jahren wurden in Europa viele Raddampfer vor der Verschrottung gerettet und aufwändig restauriert. Daher verkehren heute noch touristisch genutzte Raddampfer auf einigen großen Flüssen und Seen in Europa.

#### Deutschland

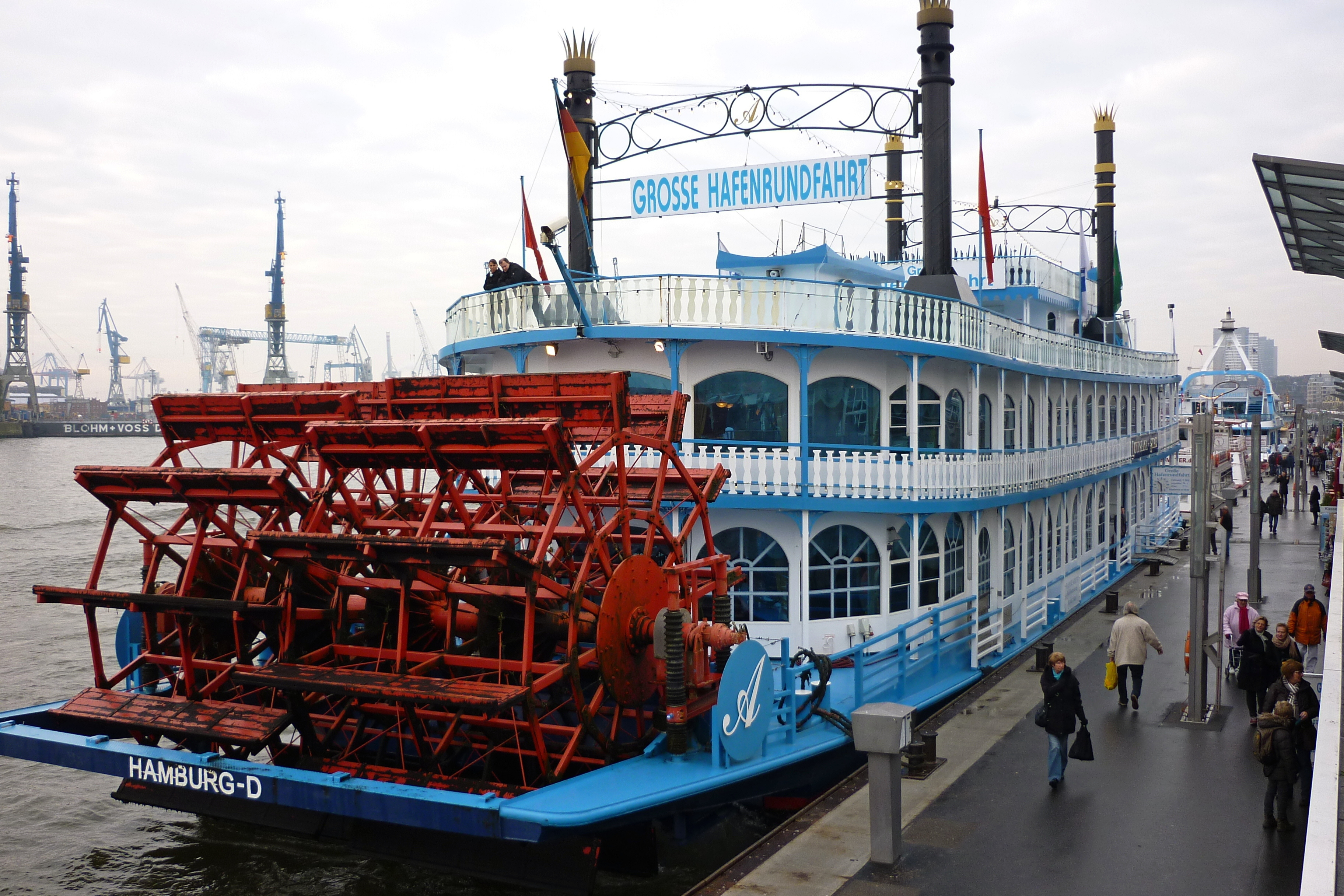
Motorschiff Louisiana Star im Design eines Raddampfers im Hamburger Hafen

In Dresden betreibt die Sächsische Dampfschiffahrt mit neun historischen Raddampfern nach eigenen Angaben die größte und älteste Raddampferflotte der Welt, unter anderem mit der Stadt Wehlen aus dem Jahr 1879. Es ist das älteste Schiff der Flotte. Die im Jahr 1884 gebaute Diesbar wird noch mit Kohle befeuert. Während in der Diesbar und in der Stadt Wehlen Dampfmaschinen mit dem Baujahr 1857 eingebaut sind, haben die anderen sieben Raddampfer noch ihre Ursprungsmaschinen, die jedoch auf Ölfeuerung umgerüstet wurden. Sie sind im Sommer täglich im Einsatz. Der jüngste und größte Dampfer, die Leipzig, stammt aus dem Jahre 1929. Sie alle stehen unter Denkmalschutz.
Auf der unteren Elbe bei Lauenburg fährt der kohlebefeuerte Dampfer Kaiser Wilhelm, in Fahrt gehalten von einem Verein. Auf dem Rhein fuhr der letzte Seitenraddampfer, die Goethe der Köln-Düsseldorfer, auf der Strecke von Koblenz nach Rüdesheim am Rhein. Sie wurde inzwischen zu einem dieselgetriebenen Radmotorschiff umgebaut. Die Weserstolz war der einzige auf der Weser betriebene Schaufelraddampfer, ehe das Schiff 2020 aufgelegt und schließlich nach Tschechien verkauft wurde (siehe unten). Auf dem Ammersee in Bayern verkehren zwei dieselgetriebene Radmotorschiffe der Bayerischen Seenschifffahrt, die als „Raddampfer“ Diessen und „Raddampfer“ Herrsching vermarktet werden. Die Diessen ging 1908 als Seitenraddampfer in Fahrt und wurde 1975 auf Antrieb mit Dieselmotor umgebaut, die Herrsching ist der Neubau eines Radmotorschiffs aus dem Jahr 2002.
Ein weiterer ehemaliger Raddampfer im touristischen Linienverkehr, der auf Dieselmotorantrieb umgebaut wurde, ist die Ludwig Fessler (Baujahr 1926) auf dem Chiemsee. Auf Elbe und Havel fährt das Motorschiff Elbe Princesse (Baujahr 2016), das durch einen aus zwei Heckschaufelrädern und zwei Jetantrieben bestehenden Kombiantrieb angetrieben wird. Besonderheit des Neubaus war die Verwendung starrer Schaufelräder. Wegen deren Ineffizienz und der starken Vibrationen wurden diese im Jahr 2017 durch exzentergesteuerte Schaufelräder ersetzt.

#### Schweiz
In der Schweiz verkehrten 2015 insgesamt fünfzehn Raddampfer fahrplanmäßig.

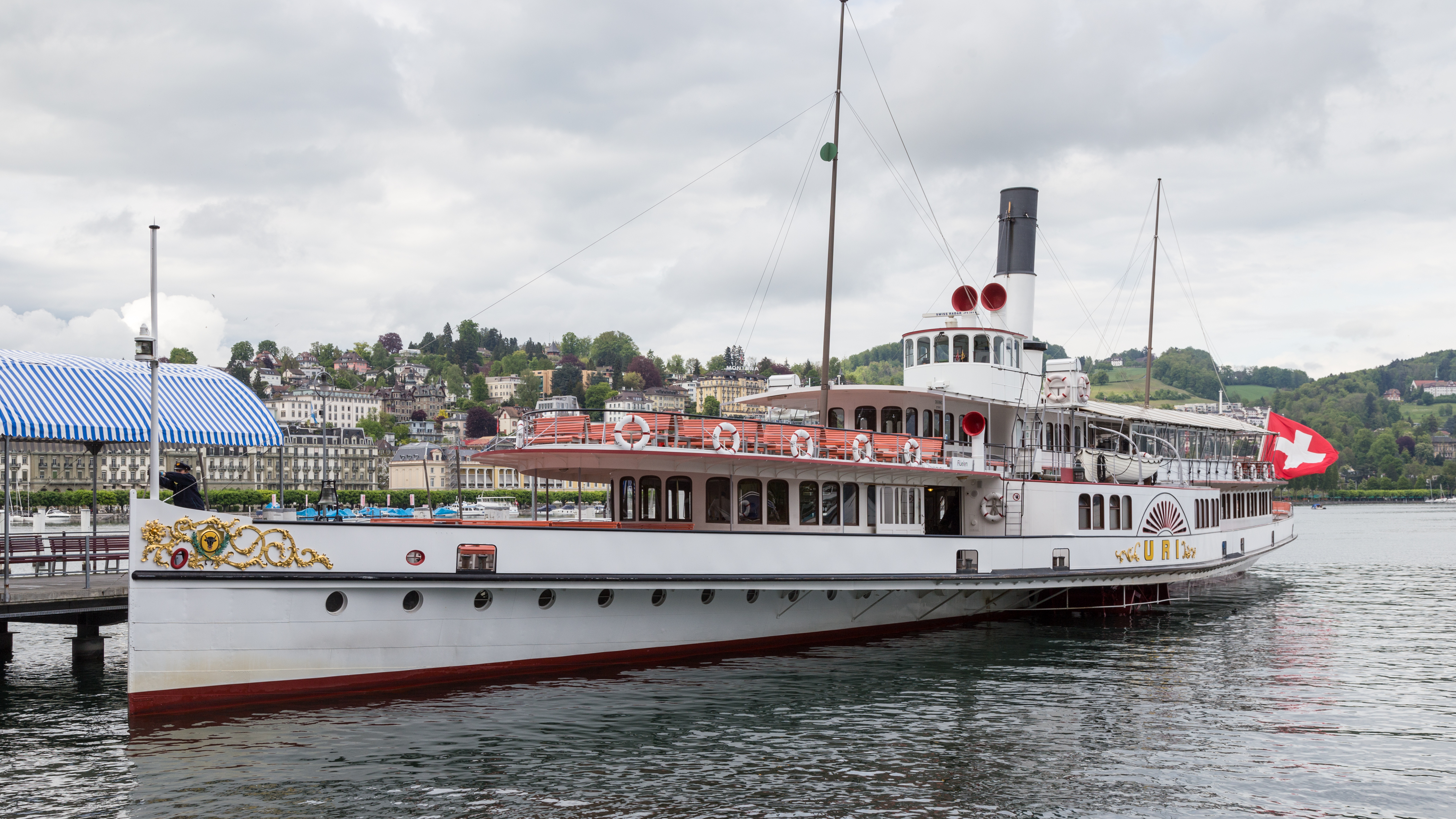
DS Uri in Luzern

Auf dem Vierwaldstättersee sind bei der Schifffahrtsgesellschaft des Vierwaldstättersees fünf zwischen 1901 und 1928 erbaute Raddampfer im Einsatz: Uri, Unterwalden, Schiller, Gallia und Stadt Luzern. Die Compagnie Générale de Navigation sur le Lac Léman (CGN) auf dem Genfersee ist Besitzerin von acht historischen Radschiffen mit Baujahren zwischen 1904 und 1927. Gegenwärtig verkehren fünf davon als Raddampfer: Montreux, Rhône, Savoie, Simplon und La Suisse. Die Montreux erhielt nach einem früheren Umbau auf dieselelektrischen Antrieb 2001 wieder eine Dampfmaschine. Drei sind nach Umbauten dieselelektrisch angetriebene Radschiffe: Helvétie, Italie und Vevey. Die Helvétie ist gegenwärtig außer Dienst und wartet auf ihre Renovierung. Ein neuntes Schiff, die Genève, ist seit 1973 außer Betrieb und wird von einem gemeinnützigen Verein in Genf stationär genutzt. Die Zürichsee-Schiffahrtsgesellschaft betreibt auf dem Zürichsee die Stadt Rapperswil und die Stadt Zürich aus den Baulosen 1909 und 1914. Die BLS Schifffahrt betreibt auf dem Brienzersee die Lötschberg (Baujahr 1914) und auf dem Thunersee die Blümlisalp aus der ehemaligen Werft der Escher Wyss AG in Zürich. Auf den Juraseen verkehrt die 1912 erbaute Neuchâtel, die nach einer aufwendigen Restaurierung und dem Einbau einer gebrauchten Dampfmaschine seit 2014 wieder im Einsatz steht.
In der Ostschweiz setzt sich ein Verein für den Bau eines neuen Raddampfers ein, der auf dem Hochrhein und Untersee zwischen Schaffhausen und Kreuzlingen verkehren soll. Geplant ist eine Befeuerung mit Holzpellets.

#### Frankreich

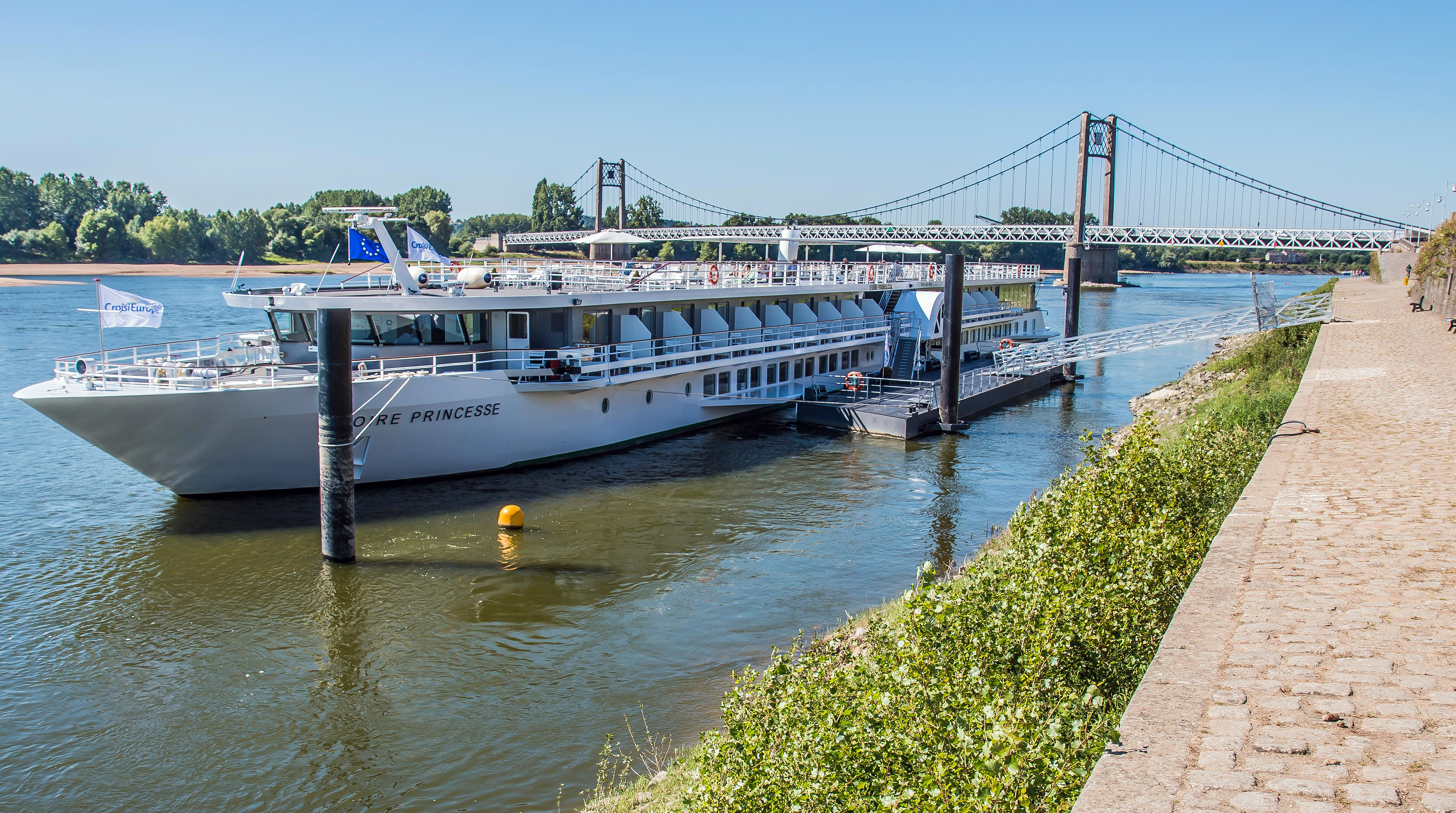
Loire Princess

Seit April 2015 wird die Loire zwischen Saint-Nazaire und Angers von dem Flusskreuzfahrtschiff Loire Princesse befahren. Der 2014 auf Kiel gelegte Neubau kann mit seinem Seitenradantrieb auch bei geringer Wassertiefe fahren.

#### Österreich

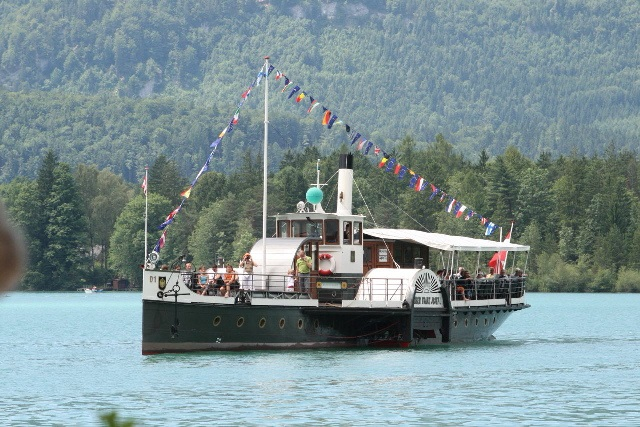
Kaiser Franz Josef I., Wolfgangsee

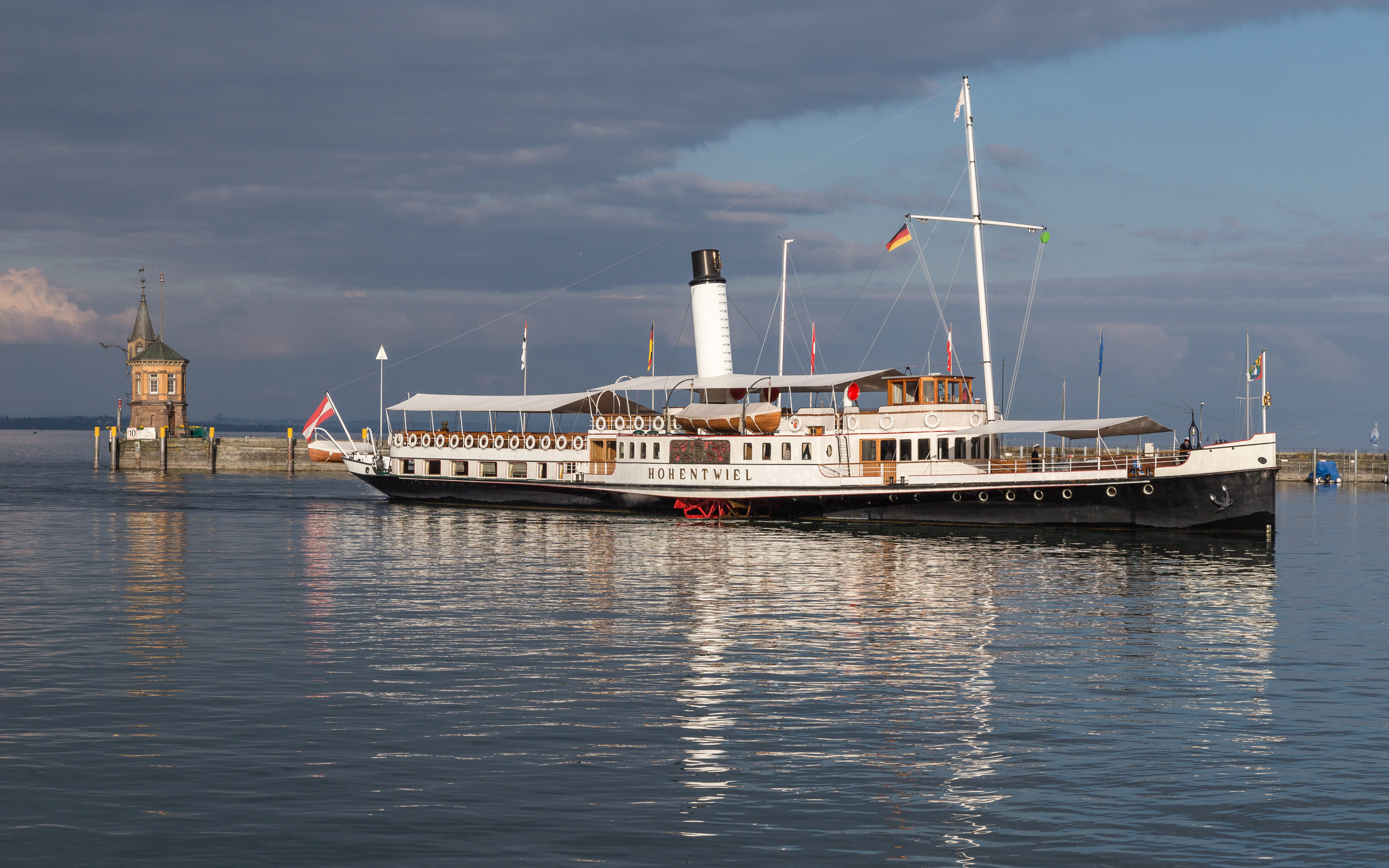
DS Hohentwiel in Konstanz

In Österreich existieren noch drei aktive Raddampfer.
Auf dem Traunsee verkehrt die nach einer Tochter Kaiser Franz Josefs benannte Gisela aus dem Jahre 1872. Eine technische Besonderheit ist ihre oszillierende Verbunddampfmaschine der Prager Maschinenbau AG.
An die große Zeit der Ersten Donau-Dampfschiffahrts-Gesellschaft DDSG erinnert noch der Raddampfer Schönbrunn aus dem Jahre 1912. Er liegt in Linz und wurde von der Österreichischen Gesellschaft für Eisenbahngeschichte ÖGEG wieder fahrbereit hergerichtet und wird für Sonderfahrten verwendet.
Ursprünglich ein deutsches Schiff ist die auf dem Bodensee unter österreichischer Flagge verkehrende Hohentwiel, die sogenannte „ehemalige Staatsyacht“ des Königs von Württemberg.
Der berühmte, auch in der Operette Im weißen Rößl vorkommende Dampfer Kaiser Franz Joseph I. auf dem Wolfgangsee im Salzkammergut verkehrt nicht mehr mit seiner Originalmaschine, obwohl er weitestgehend in den Zustand von 1908 zurückversetzt worden ist. Er wurde in den 1950er Jahren zu einem Radmotorschiff umgebaut.
Ebenso ist die in Tulln liegende Stadt Wien kein Raddampfer. Dieses 1939 in der Schiffswerft Korneuburg gebaute Radmotorschiff besitzt einen (allerdings noch originalen) diesel-elektrischen Antrieb mit Sulzer-Dieselmotoren und elektrischer Ausrüstung von Brown Boveri, welcher seinerzeit nach Schweizer Vorbildern zur Ausführung kam.

#### Tschechien
Im deutsch-tschechischen Grenzgebiet im Bereich der Sächsisch-Böhmischen Schweiz verkehrt seit 2023 der Schaufelraddampfer Labe-Elbe. Das 1941 in Prag auf Kiel gelegte und kriegsbedingt erst 1948 als Labe (tschechisch für Elbe) fertiggestellte Schiff beruhte auf einem Design der 1880 auf der Werft in Laubegast gebauten Hradčany. Es fuhr unter tschechischer Flagge auf der Moldau und der Elbe, ehe es 1986 nach einem Kesselschaden aufgelegt werden musste. 1997 sank es, nachdem die Außenwand durchgerostet war. Das Wrack wurde im darauffolgenden Jahr gehoben und in Deutschland wieder fahrfähig restauriert. Nach mehreren Eigentümerwechseln, Umbauten und Renovierungen kam das Schiff 2022 erneut in tschechische Hände. Seit dem Frühjahr 2023 unternimmt es touristische Fahrten auf der Elbe im deutsch-tschechischen Grenzgebiet und trägt nunmehr den zweisprachigen Doppelnamen Labe-Elbe. Der Liegeplatz befindet sich in Děčín (Tetschen).
Neben diesem Schiff liegen in Prag die 1938 gebaute und fahrbereite Vyšehrad und die 1940 gebaute Vltava. Die Vltava ist im Sommer an den Wochenenden im Einsatz. Die 1938 gebaute Vyšehrad III ist nicht fahrbereit und liegt seit 2012 am Rašín Kai in Prag. Sie wird als Künstlerkolonie genutzt.

#### Italien

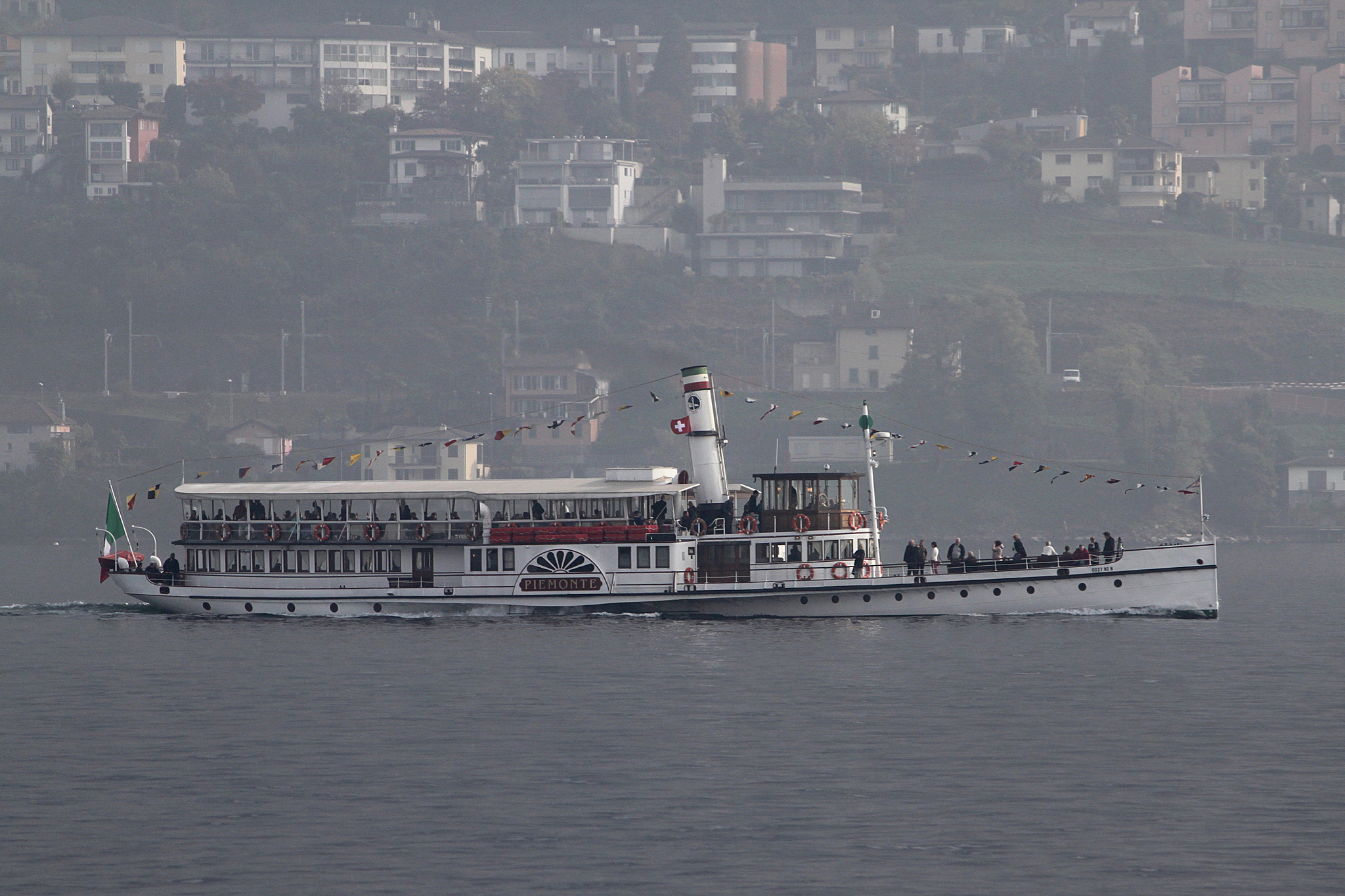
Die Piemonte bei Ascona

In Italien verkehren noch 3 mit einer Verbunddampfmaschine angetriebene Raddampfer. Auf dem Lago Maggiore die Piemonte (Baujahr 1904) und auf dem Lago di Como die Concordia (Baujahr 1926) und die Patria (Baujahr 1927). Die Piemonte ist in der Regel nur bei Sonderfahrten eingesetzt, die Concordia und die Patria verkehren im Sommer auch auf planmäßigen Kursen (Stand 2017).
Ferner verkehren auf dem Lago di Garda zwei Seitenradschiffe, die auf diesel-elektrischen Antrieb umgebaut wurden: die G. Zanardelli (Baujahr 1903, Umbau 1982) und die Italia (Baujahr 1908, Umbau 1977).
Ein ehemaliger Raddampfer ist noch in Betrieb, bei dem die Schaufelräder entfernt wurden und der zum Schrauben-Motorschiff umgebaut worden ist: die Milano (Baujahr 1904, Umbau auf MTU Diesel 1926) auf dem Lago di Como.
Weitere zwei Raddampfer sind noch als Bar bzw. Restaurant vorhanden, nämlich die Lombardia (Baujahr 1909) in Arona und die Bisbino (Baujahr 1907) in Tremezzo.

#### Großbritannien
Zwischen Helensburgh und Kiscreggan bzw. Gourock in Schottland verkehrt die Waverley, der letzte noch aktive Hochsee-Schaufelraddampfer. Nachdem er 1,5 Jahre für eine Renovierung stillgelegen war, wurde er um den 22. August 2020 wieder in Betrieb genommen, kollidierte jedoch nur wenige Tage später, am 3. September 2020, mit einer Anlegestelle. Inzwischen befördert das Schiff wieder fahrplanmäßig Touristen.

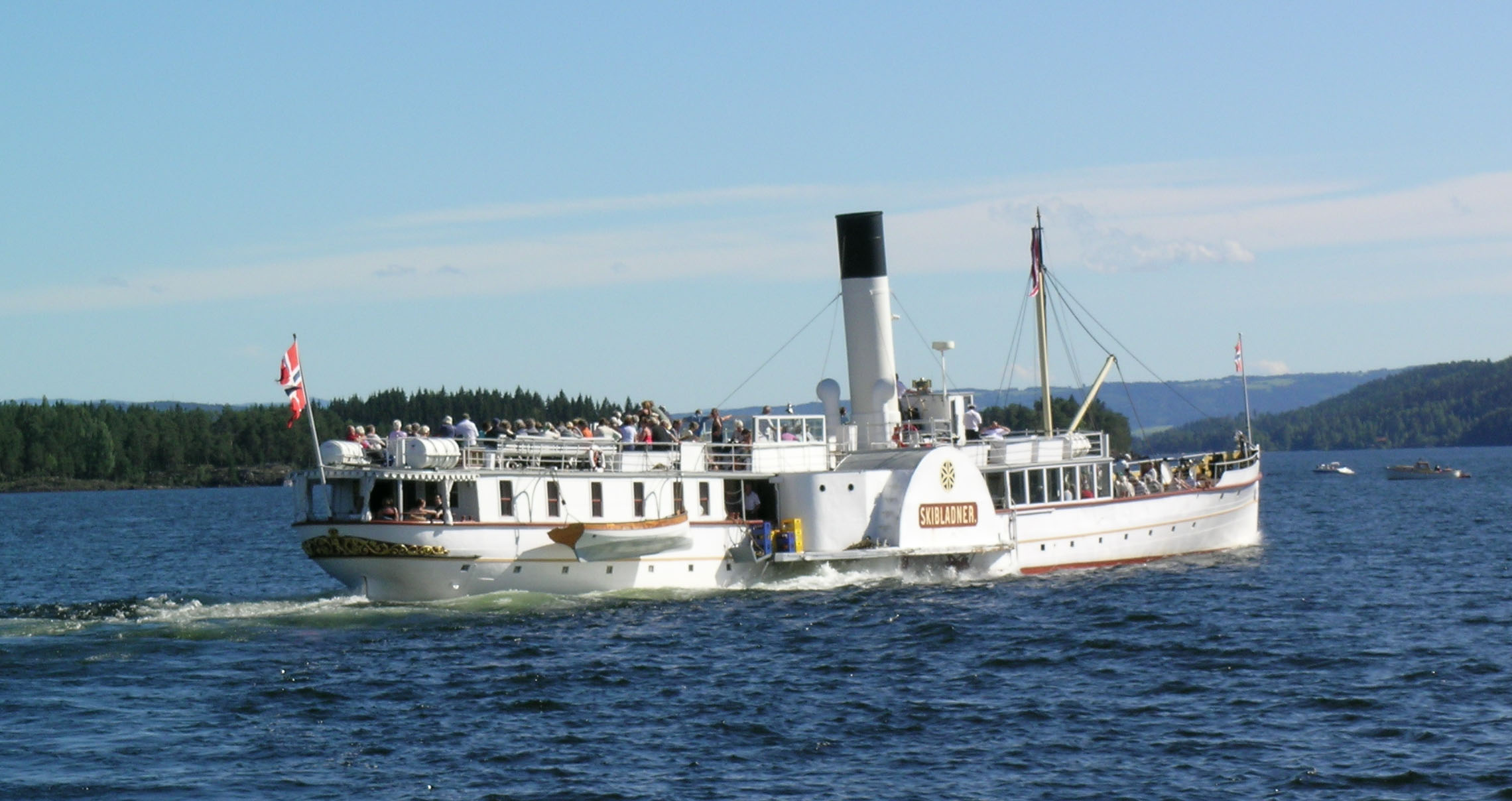
Die Skibladner

#### Norwegen
Auf dem Mjøsa-See in Norwegen verkehrt der älteste noch in Betrieb befindliche Raddampfer der Welt, die Skibladner. Er verbindet seit 1856 die an den Ufern gelegenen Städte, unter anderem Lillehammer, Moelv, Gjøvik, Hamar und Eidsvoll, und diente auch als Postschiff. Das Schiff ist heute vor allem eine touristische Attraktion und fährt im Sommer im Linienverkehr.

#### Dänemark
In Dänemark verkehrt die 1861 erbauten Hjejlen im Seengebiet von Silkeborg.

### Asien

#### Nordkorea
1984 besuchte der nordkoreanische Diktator Kim Il-sung während seines Staatsbesuchs in der DDR Dresden und die Sächsische Schweiz. Die Fahrt mit dem Raddampfer Dresden gefiel ihm dabei so gut, dass er nach Originalzeichnungen der Schiffswerft Laubegast in Nordkorea einen Nachbau des Schiffes anfertigen ließ, der in Pjöngjang vor Anker liegt.

## Raddampfer im militärischen Einsatz
Raddampfer wurden auch als Kriegsschiffe verwendet. Als eines der ersten Raddampfkriegsschiffe gilt die Fulton der US-Marine von 1815. Diese frühen Raddampfer galten jedoch nicht als vollwertige Kampfschiffe, sondern wurden als Hilfs- und Spezialschiffe eingesetzt. Ihre Vorteile bestanden zum einen in der Unabhängigkeit vom Wind als Antriebsquelle, zum anderen in ihrer bis dato unerreichten Wendigkeit und Manövrierfähigkeit; sie konnten mit gegenläufig arbeitenden Schaufelrädern praktisch auf der Stelle wenden und erreichten sowohl vorwärts als auch rückwärts annähernd die gleiche Geschwindigkeit. Das bewog u. a. die britische Regierung während des Krimkrieges 1853–1856, zwei zuvor für die Preußische Marine gelieferte Raddampfavisos (Nix und Salamander) 1855 gegen die Segelfregatte Thetis einzutauschen. Nachteilig waren die noch unzureichende Betriebssicherheit der Antriebe und die Anfälligkeit der großen Schaufelräder gegen Artilleriebeschuss. Als Ausgleich bzw. Gelegenheitsantrieb behielten Radkriegsschiffe ihre Besegelung bei, meist waren sie als Rah- oder Gaffelschoner, teils auch als Bark getakelt.
Die verfügbaren Dampfmaschinen verdrängten außerdem mit ihren voluminösen Maschinenräumen und Kohlebunkern die bisherige Hauptbewaffnung von ihrer bisher üblichen Aufstellung in den Breitseiten. Dies trug jedoch zum Fortschritt der Schiffsartillerie bei, weil die in Türmen auf den Oberdecks aufgestellten Geschütze ein größeres Schussfeld besaßen.
Der erste Raddampfer der 1824 bei einem militärischen Konflikt, jedoch nur als Schleppschiff, zum Einsatz kam, war die HMS Lightning. Die griechische Karteria war der erste Raddampfer, der aktiv an Kampfhandlungen beteiligt war.
Man unterschied drei Arten von Raddampf-Kriegsschiffen:
1. Radavisos besaßen eine Verdrängung von 400 bis 1150 t und führten zwei bis vier kleinkalibrige Geschütze auf dem Oberdeck. Sie dienten für Aufklärungs- und Kurierdienste. Ein Vertreter dieser Schiffsklasse ist die preußische Loreley, die am Seegefecht bei Jasmund (1864) teilnahm.
2. Radkorvetten verdrängten 750 bis 1600 t und führten sechs bis zwölf großkalibrige Bombenkanonen, z. T. schon drehbar auf Vor- und Achterdeck aufgestellt. Ihr Einsatzgebiet lag in Aufklärung und Sicherung. In Deutschland lief mit der Korvette Danzig nur ein Vertreter dieser Schiffsklasse vom Stapel.
3. Radfregatten verdrängten 1200 bis 3000 t und führten 14 bis 20 mittelkalibrige Geschütze in Breitseitsaufstellung sowie ggf. auch über einige großkalibrige Bombenkanonen auf dem Oberdeck. Zu den deutschen Vertretern dieser Klasse gehörte die Barbarossa, das Flaggschiff der Kriegsflotte der Frankfurter Nationalversammlung.

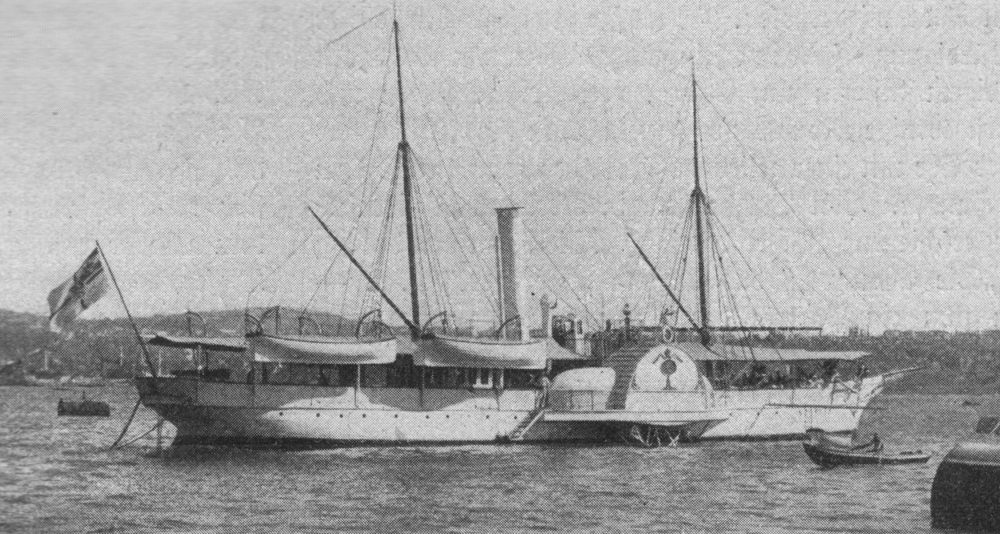
SMS Loreley, Foto im Zustand von 1871
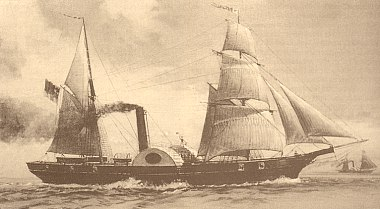
SMS Barbarossa, Flaggschiff der Kriegsflotte der Frankfurter Nationalversammlung
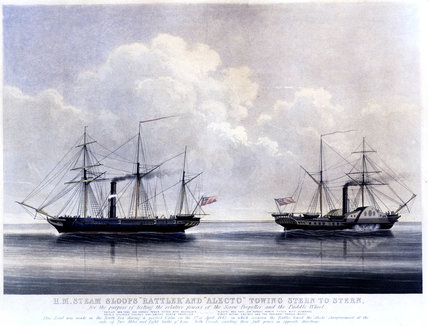
HMS Alecto und Rattler beim Zug-Test von 1845

Mit dem Aufkommen des Schraubenantriebs drängte sich die Frage nach dem effizienteren Antrieb auf. Zu diesem Zweck veranstaltete die Royal Navy 1845 einen Vergleich zwischen dem Raddampfer Alecto und dem Schraubendampfer Rattler, die beide mit gleich starken Maschinen ausgerüstet waren. Schon beim einfachen Geschwindigkeitsvergleich gewann die Rattler. Beim zweiten Versuch wurden beide Schiffe mit einer Kette Heck an Heck miteinander verbunden und fuhren mit voller Kraft auf Gegenkurs. Dabei gelang es dem Schraubendampfer, den Raddampfer bei höchster Kraft beider Maschinen spürbar und messbar zu ziehen.

## Galerie

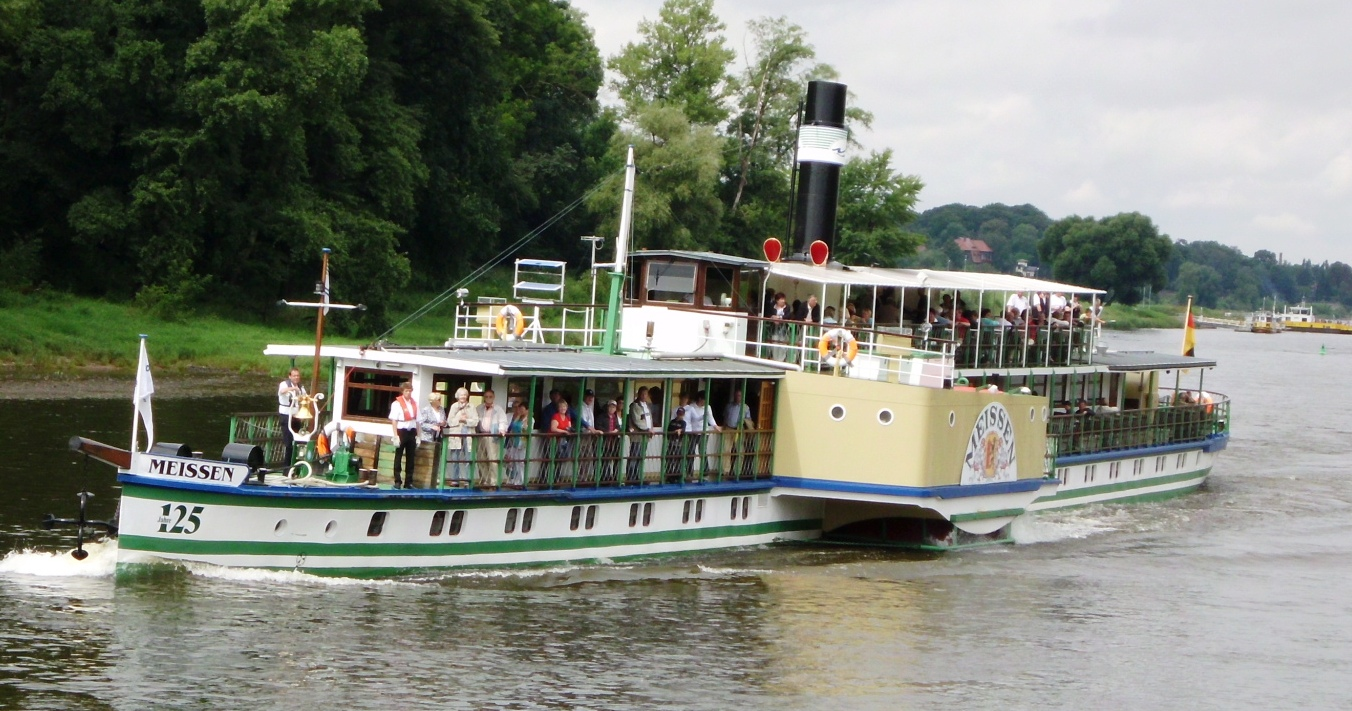
Meissen auf der Oberelbe
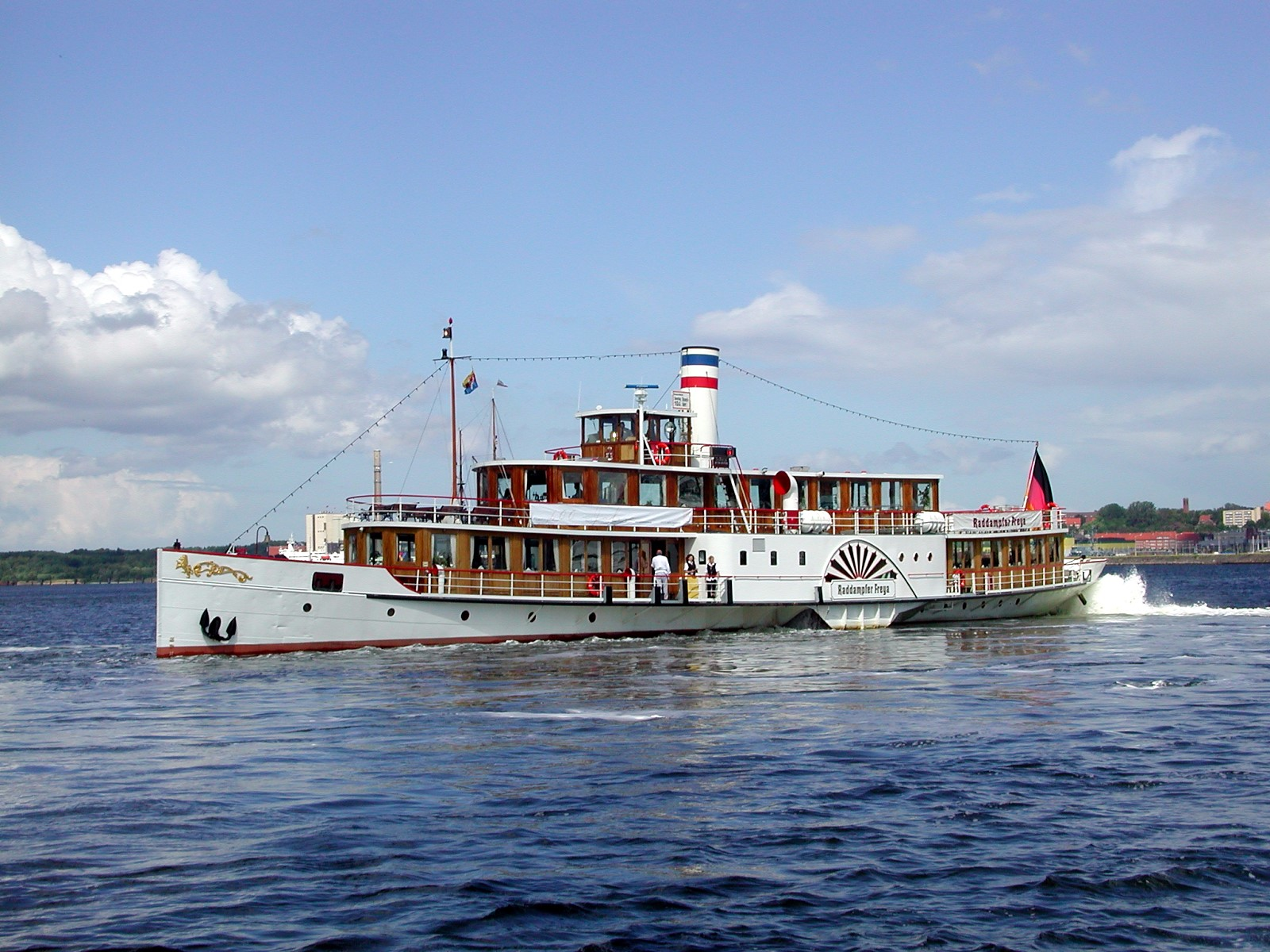
Freya in Kiel
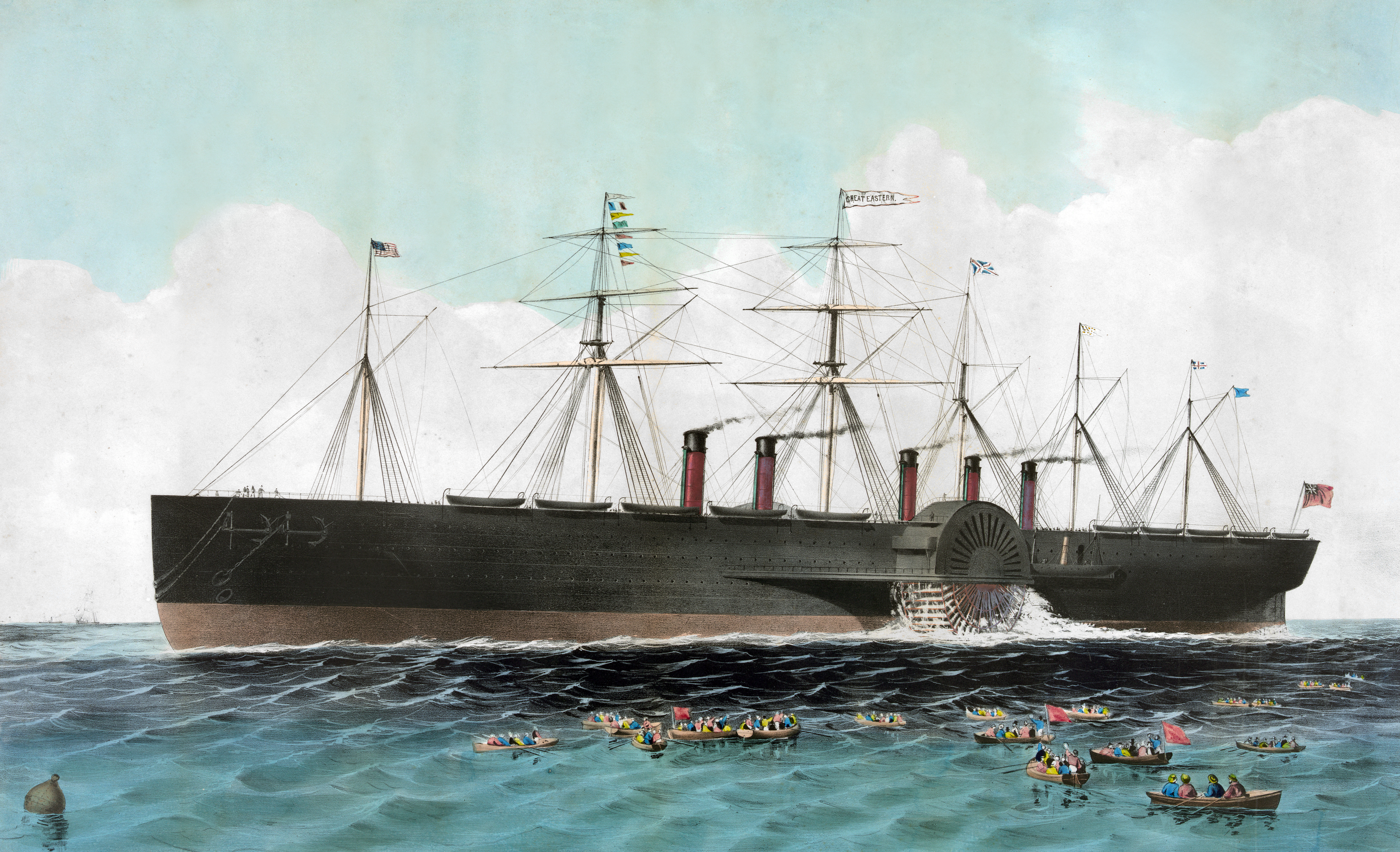
Die Great Eastern, Isambard Kingdom Brunel, 1858
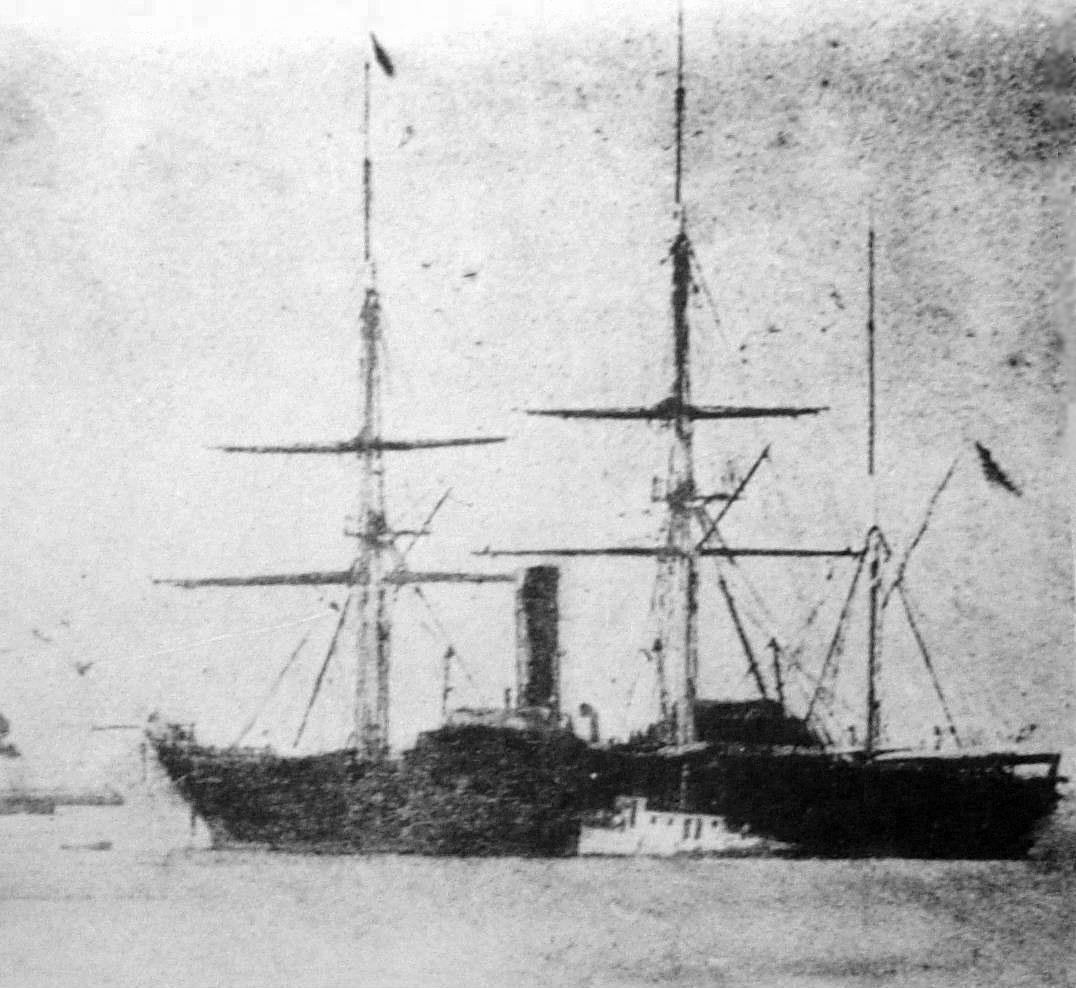
Susquehanna, eines der vier „Schwarzen Schiffe“ des Matthew Calbraith Perry, 1853/54
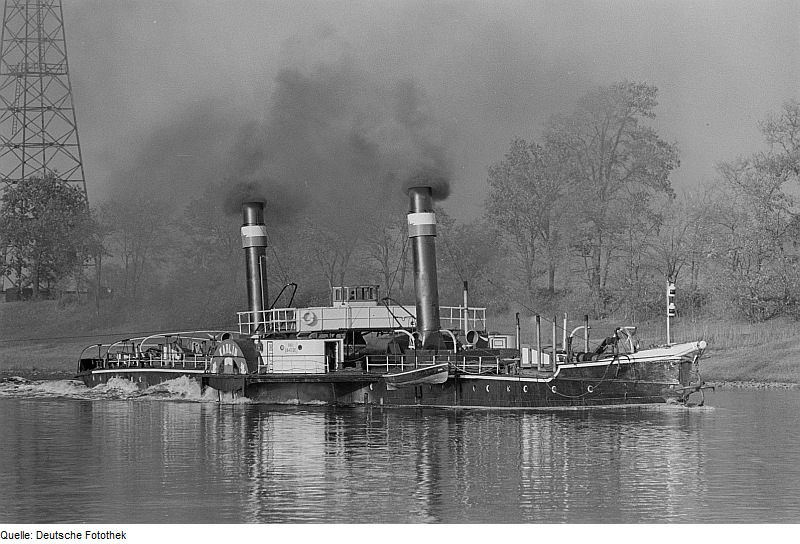
Raddampfschlepper auf der Elbe, 1952
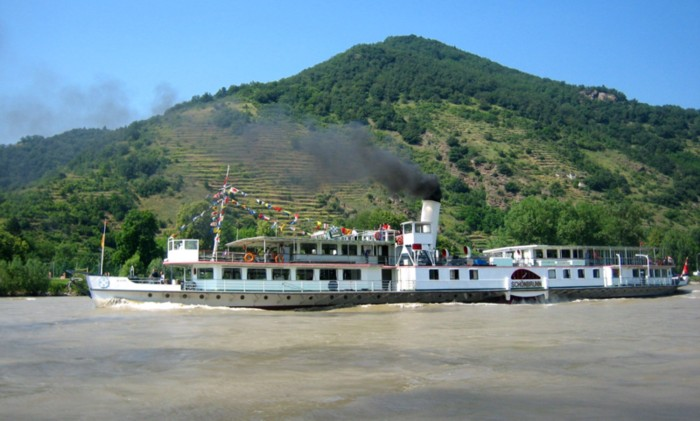
Schönbrunn auf der Donau
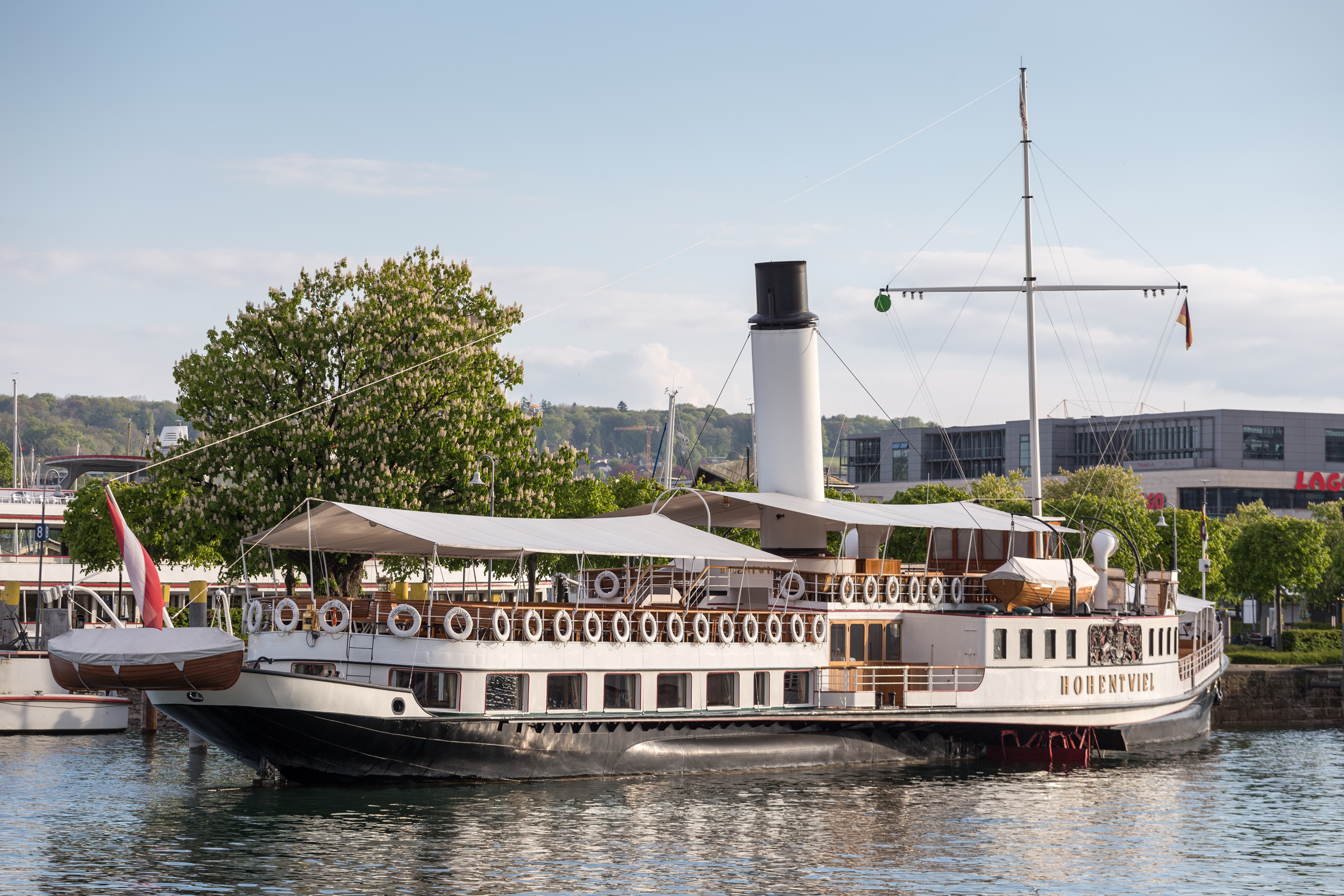
Hohentwiel auf dem Bodensee